# Mokao-barlangok
A Mokao (Mogao)-barlangok (kínaiul: 莫高窟, pinjin (pinyin) hangsúlyjelekkel: Mògāo kū), vagy más néven az Ezer Buddha-barlangok (kínaiul: 千佛洞, pinjin (pinyin) hangsúlyjelekkel: Qiān fó dòng) egy 492 templomból álló komplexum, amely egykor a selyemút egyik vallási és kulturális központja volt, 25 kilométerre, délkeletre a mai Tunhuang (Dunhuang) város központjától, Kína Kanszu (Gansu) tartományában. Gyűjtőnéven úgy is nevezik, hogy Tunhuang (Dunhuang)i-barlangok, azonban ebbe beletartoznak más buddhista barlangok is Tunhuang (Dunhuang) területén, mint például a Keleti ezer buddha-barlangok, a Nyugati ezer buddha-barlangok és a Jülin (Yulin)-barlangok. A barlangok mintegy ezerévnyi buddhista művészeti emléket őriznek. A legelső barlangokat 366 körül ásták ki buddhista meditáció céljából. A kínai buddhista falfestmények közül a Mokao (Mogao)-barlangok mellett a Lungmen (Longmen) és a Jünkang (Yungang)-barlangok freskói a legismertebbek. Mindhárom ősi helyszínen buddhista szobrok is találhatók.
1900-ban az egyik sziklaüregben felfedeztek egy titkos iratraktárt, amelyet a 11. században falaztak be. Az úgynevezett „Barlangkönyvtárban” található könyvek és kéziratok a világ különböző helyeire kerültek tanulmányozásra, főleg Pekingbe, Londonba, Párizsba és Berlinbe. A Tunhuangi kéziratokról és egyéb anyagokról készült tudományos munkákat a Nemzetközi Tunhuang Projekt koordinálja. A barlangok közül napjainkban több meg is tekinthető, népszerű turistalátványosság.

## Története
Tunhuang (Dunhuang) kezdetben határőrségként működött, amelyet a Han-dinasztia császára Han Vu-ti (Han Wudi) létesített i. e. 111-ben a hsziungnuk (xiongnuk) elleni védekezés részeként. Fontos kaput jelentett tehát a Nyugat felé, amely egyben jelentős kereskedelmi központ volt a selyemúton. Sokféle kultúra és vallás találkozópontja lett, köztük volt a buddhizmus is.

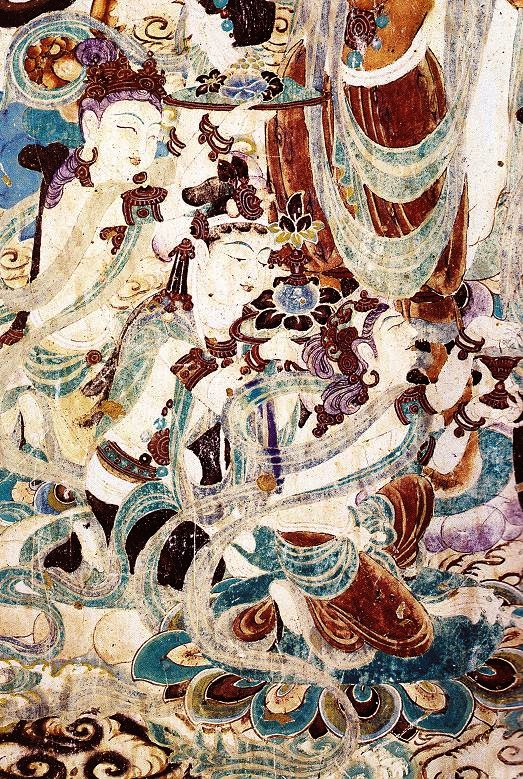
A festményrészleten Mandzsusrí és Vimalakírti találkozása látható – 159-es barlang

A tudósok általánosságban úgy vélekednek, hogy a Mokao (Mogao)-barlangokat valamikor a 4. században kezdték el létrehozni. A Vu Cö-tien (Wu Zetian) császárné korában íródott egyik könyv szerint (Beszámoló buddhista szenthelyekről (kínai: 佛龕記, pinjin: Fokan csi (Fokan ji)), írta: Li-csün-hsziu (Lijunxiu) (李君修)) egy Lö Cun (Le Zun) nevű (kínai: 樂尊, úgy is ejthető, hogy Jüe-cun (Yuezun)) buddhista szerzetesnek 366-ban látomása volt a helyszínen, amelyben ezer buddha fürdött arany fényben. Más források is hivatkoznak erre a történetre, mint például a 332-es barlang egyik sírkövének felirata. Egy Sacsou tu csing (Shazhou tu jing) (kínai: 沙州土鏡, magyarul: Sacsou (Shazhou) földrajza) című dokumentum azonban 353-ra helyezi ezt az eseményt. Az előző szerzeteshez később csatlakozott egy második, Fa-liang (Faliang) (kínai: 法良), majd egyre többen érkeztek és az Északi-Liang állam idejére már kisebb közösség élt itt. Az Északi Vej (Wei) és az Északi Csou (Zhou) nemes családjai több barlangot is építettek a területen, amely virágzásnak indult a rövid életű Szuj (Sui)-dinasztia idején. A Tang-dinasztia idejére már több mint ezer barlang létezett a területen.
A barlangok kezdetben csak az elvonuláson lévő szerzetesek meditációját volt hivatott szolgálni, azonban később már kialakultak kolostorok is és a Szuj (Sui)- és a Tang-dinasztia idején már zarándokhelyként is tisztelték a Mokao (Mogao)-barlangokat. A 4. és a 14. század között a szerzetesek adományozók pénzéből sírhelyeket is építettek, amelyeket gazdagon díszítettek festményekkel. Ezek a szent helyek tovább segítették a meditáció gyakorlatát, mintegy vizuális segítséget nyújtva a megvilágosodásra törekvő bhikkhuk számára. A fontosabb barlangok építését helyi elit uralkodó családok szponzorálták, illetve a kínai császárok. A kisebb barlangokat kereskedők, katonatisztek támogatták, vagy egyéb helyi emberek, mint például női csoportok.
A Tang-dinasztia idején Tunhuang (Dunhuang) a selyemút egyik legfontosabb kereskedelmi és vallási központjává nőtte ki magát. Ebben az időben nagyon sok barlangot építettek, valamint ekkor készült a helyszínen található két hatalmas Buddha-szobor is. A legnagyobb szobrot 695-ben készítették Vu Cö-tien (Wu Zetian) császárné rendeletének eleget téve. Ekkor az ország több részén építettek hatalmas Buddha-szobrokat. A Mokao (Mogao)-barlang helyszíne megmenekült a Vu-cung (Wu Zong) császár idején zajló buddhistaüldözés elől, ugyanis ekkor a Tibeti Birodalomhoz tartozott. Határon álló településként Tunhuang (Dunhuang) városát időnként nem csak han nemzetiségűek uralták. A Tang-dinasztia után fokozatos hanyatlásnak indult a térség, és a Jüan-dinasztia korában már nem is épültek újabb barlangok. Addigra a muszlimok meghódították Közép-Ázsia nagy részét, és a selyemút jelentősége is lecsökkent Kína hajókereskedelmének fellendülésével. A Ming-dinasztia alatt a selyemutat hivatalosan felszámolták és Tunhuang (Dunhuang) lassan elnéptelenedett. A Mokao (Mogao)-barlangok nagy részét is elhagyták a szerzetesek, viszont zarándokhelyként továbbra is megőrizte jelentőségét. A helyszín iránt a 20. században újra fellendült az érdeklődés.

## Felfedezése és megmentése

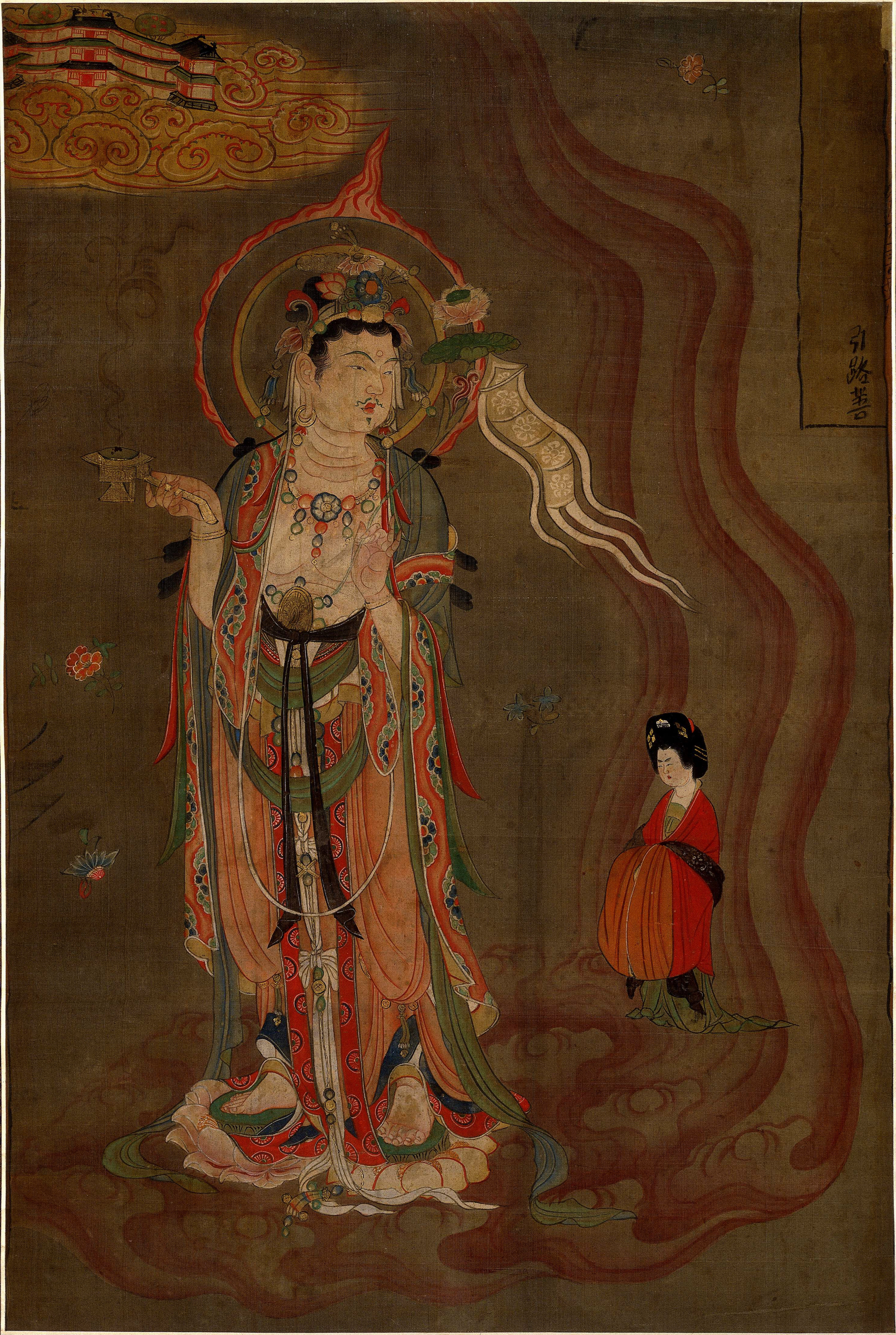
Egy asszonyt vezető bódhiszattva a Tiszta Föld felé – festmény selyemre (Barlangkönyvtár), Tang-kor végén.

A 19. század végén és a 20. század elején nyugati felfedezők kezdtek érdeklődni a selyemút és Közép-Ázsia elveszett városai iránt. Azok a nyugatiak fedezték fel a barlang festményeit és műemlékeit, akik Tunhuang (Dunhuang)on át utaztak keletre. A legjelentősebb felfedezést azonban egy kínai taoista pap, Vang Jüan-lu (Wang Yuanlu) (王圓籙 / 王圆箓) tette, aki a 19. és a 20. század fordulóján kinevezte magát az itt található néhány templom őrzőjének.
Addigra sok barlang bejáratát temette be homok, amelyet Vang (Wang) igyekezett eltakarítani és egyéb helyreállítási munkálatokat is végzett a helyszínen. 1900. június 25-én az egyik barlangban felfedezett egy befalazott részt a fő barlanghoz vezető egyik folyosó oldala mögötti részen. A fal mögött egy kisebb barlangot talált, amely hatalmas mennyiségű kézirattal volt megtömve. Az azt követő években Vang (Wang) több hivatalnoknak is mutatott a kéziratokból, akik vegyes lelkesedéssel fogadták azokat. Négy évvel később Kanszu (Gansu) tartomány kormányzójának parancsára kénytelen volt betakarni az újonnan felfedezett barlangot.
Vang (Wang) beszámolója felkeltette egy brit indiai társaság érdeklődését, amelyet egy magyar régész, Stein Aurél vezetett. Steinnek 1907-ben sikerült meggyőznie Vang (Wang)ot, hogy díj ellenében engedje elvinni a kéziratok nagy részét, illetve a legkiválóbb festményeket és textileket. Ezt követően Paul Pelliot francia kutató érkezett a helyszínre, aki 1908-ban több ezer cikket szerzett meg a barlangokból. Ezt 1911-ben, majd 1914-ben egy japán és egy orosz expedíció követte. Luo Csenju szerkesztésében 1909-ben kiadták a Pelliot által megszerzett kéziratok egy részét „A Tunhuang (Dunhuang)i-barlangok kéziratai” (敦煌石室遺書) címen.

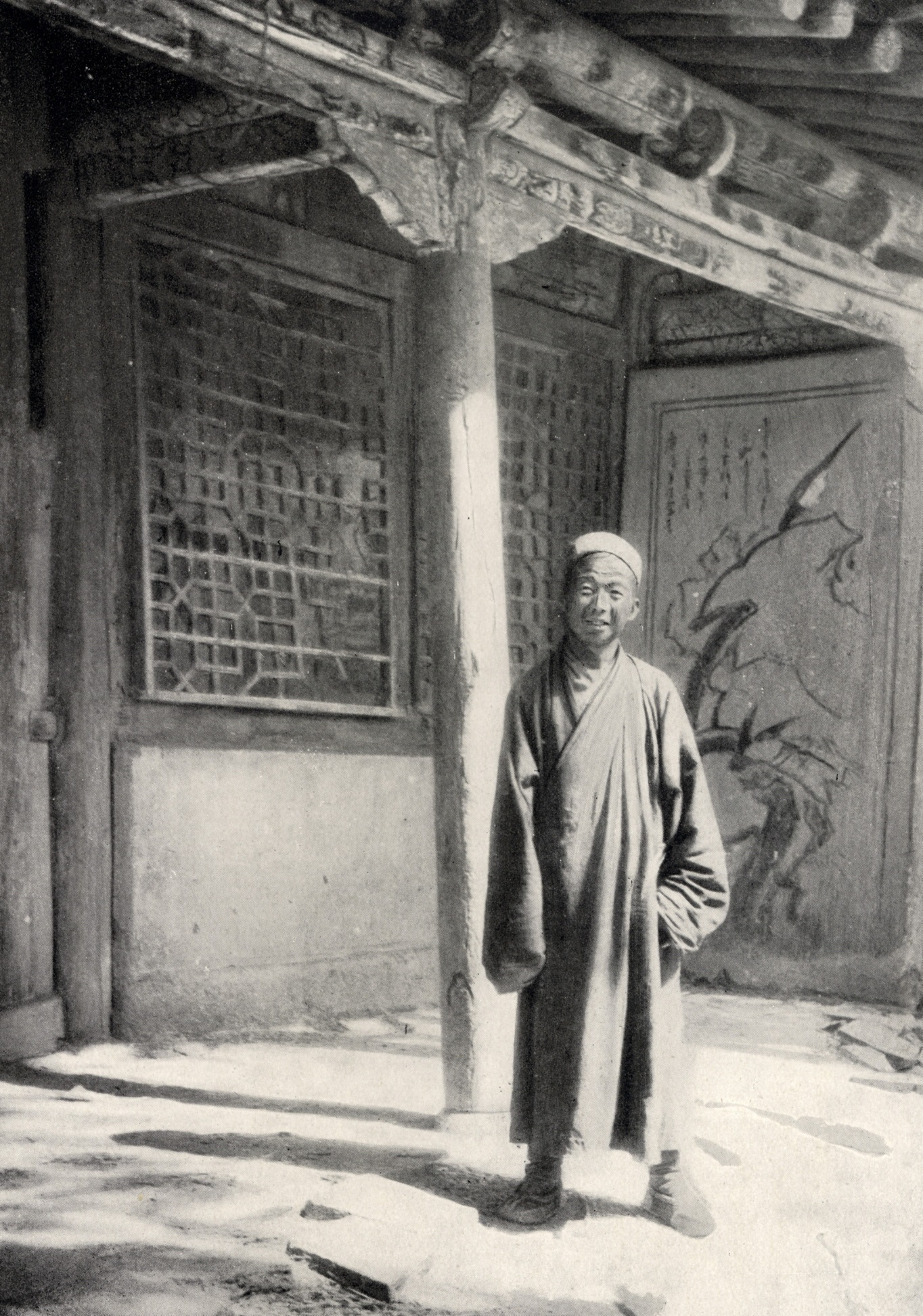
Vang Jüan-lu (Wang Yuanlu) apát, a titkos barlangkönyvtár felfedezője

Stein és Pelliot hatalmas érdeklődést robbantott ki Nyugaton a Tunhuang (Dunhuang)i-barlangokkal kapcsolatosan. Kínában azonban kezdetben nem mutattak túlzott érdeklődést a leletek iránt. Attól félve, hogy a megmaradó kéziratok elvesznek, Lo Csen-jü (Luo Zhenyu) és mások 1910-ben meggyőzték az oktatásügyi minisztert, hogy a barlangban maradt kéziratokat szállítsák Pekingbe, azonban mégsem került az összes szöveg a fővárosba, néhányat elloptak közülük. A barlangok egy része megsérült, amikor 1921-ben az orosz polgárháború elől menekülő orosz katonákat szállásoltak el bennük 1917-es oroszországi forradalmak után. 1924-ben Langdon Warner amerikai felfedező eltávolított néhány freskót és szobrot a helyszínről. 1939-ben a Tunhuang (Dunhuang)ban állomásozó Kuomintang (Guomintang) (Kínai Nemzeti Párt) katonák okoztak károkat a freskókban és egyéb műemlékben.
1941-ben javult a helyzet, amikor Vu Cuo-zsen (Wu Zuoren) kínai festő egy évvel korábbi, helyszínen tett látogatása után, Csang Ta-csien (Zhang Dajian) egy kisebb csapattal utazott a barlangokhoz, hogy javítási munkálatokba kezdjen. Ezek a javítások két és fél évig tartottak, amelyek végén a festményekről készült másolatok kiállításra kerültek 1943-ban. Ez hírnevet és népszerűséget kölcsönzött a Mokao (Mogao)-barlangok számára Kínán belül is. Hsziang Ta (Xiang Da) kínai történész ekkor meggyőzte a Kuomintang (Guomintang) egyik kulcsfontosságú emberét, Jü Ju-zsen (Yu Youren)t, hogy állítsanak fel egy intézetet (Tunhuangi (Dunhuangi) Művészeti Kutatóintézet, amelyből később kialakult a Tunhuang (Dunhuang) Akadémia) Mokaó (Mogaó)ban, hogy a helyszín gondját viselje. 1956-ban a Kínai Népköztársaság első miniszterelnöke, Csou En-laj (Zhou Enlai), személyes érdeklődést mutatott a barlangok iránt és nagyobb összeggel támogatta a helyszín helyreállítását. Az Állami Tanács 1961-ben a Mokao (Mogao)-barlangokat különlegesen védett történelmi építménynek nyilvánította és nagyvolumenű beruházást hajtottak végre a helyszínen, amely megmenekült a kulturális forradalom pusztításai elől.
Ma a helyszínen folyamatosan végeznek régészeti feltárásokat. A Mokao (Mogao)-barlangokat 1987-ben az UNESCO világörökségi helyszínnek nyilvánította. 1988 és 1995 között további 248 barlangot fedeztek fel az 1900-as évek óta ismert 487 barlangtól északra.

## A Barlangkönyvtár

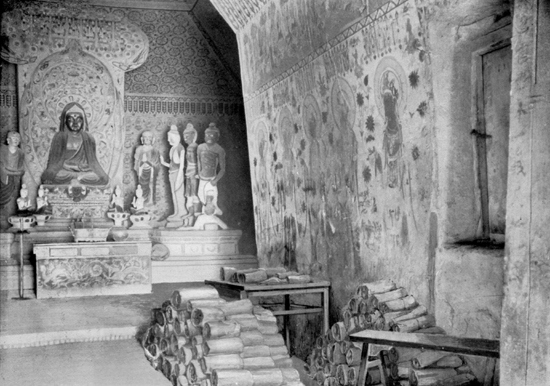
A 16-os barlang (a képet Stein Aurél készítette 1907-ben). A 17-es barlang, azaz „Barlangkönyvtár”, bejárata mellett kézirathalmok állnak

A Vang Jüan-lu (Wang Yuanlu) által felfedezett 17-es barlang a „Barlangkönyvtár” elnevezést kapta. Ez a 16-os barlanghoz vezető folyosóból nyílik. Ezt korábban egy Hung-pian (Hongbian) nevű helyi szerzetes 862-ben bekövetkezett halálának állított emléket. A gazdag családból származó Hung-pian (Hongbian)t bízták meg a 16-os barlang megépítésével és a Barlangkönyvtárt használhatta életében menedékként. A barlangban eredetileg a róla készült szobor volt, amelyet máshová szállítottak, amikor a „Barlangkönyvtárt” kialakították. A kéziratok közül néhányon szerepel Hung-pian (Hongbian) pecsétje. A barlangban hatalmas mennyiségű kézirattekercset találtak, amelyek 406 és 1002 között készültek. Az 1100 tekercsen felül volt még itt 15 000 papírkönyv is. A Barlangkönyvtár tartalmazott textíliákat is, mint például zászlók, de találtak sérült Buddha figurákat és egyéb tárgyakat is. Stein Aurél, aki eredeti állapotában látta a barlangokat, a következőket írta:
|  | „A pap lámpájának halovány fényében ott hevert rétegekbe tornyozva, különösebb rendszer nélkül, egy halom kézirattekercs, közel tíz láb magasságig, amely a későbbi mérések alapján megtöltött 14m³-t. A szobában üresen hagyott tér csak éppen volt elegendő, hogy két személy megálljon benne.” |
|  | – Stein Aurél |

A Barlangkönyvtárat valamikor a 11. században falazták be. Ennek magyarázatára több elmélet is született. Stein szerint a termet először a sérült, használt és felszentelt kéziratok tárolására használták és valamiféle veszély hatására falazhatták be. Egy másik elmélet szerint a Tripitaka kézzel írott változatai elavultak a nyomtatás elterjedésével és a régebbi kéziratokat elraktározták. Van, aki szerint a termet egyszerűen tárolásra használták, majd lezárták, amikor az megtelt.
Mások, mint például Pelliot, azon az állásponton vannak, hogy a szerzetesek sietve rejtették el a könyveket valamilyen támadástól tartva, talán a tangut (hszi hszia (xi xia)) megszállás idején, 1035-ben. Ezt semmilyen hszi hszia (xi xia) dokumentum nem támasztja alá, illetve a rendetlenül hagyott terem is inkább annak a számlájára írható, hogy évekkel korábban már ott járt Stein. Egy másik elmélet szerint a könyvek egy kolostorból kerültek oda és elrejtették a muszlimok elől, akik kelet felé törtek előre. Eszerint az elmélet szerint egy közeli kolostor szerzetesei meghallották, hogy a hotani buddhista királyt megölték a Kasgarból érkező karahánidák 1006-ban. Attól való félelmükben zárták le a könyvtár bejáratát, hogy a könyveket a karahánidák megsemmisítik. Általánosságban elfogadott, hogy a barlangban található legkésőbbi könyv 1002-ből való, és jóllehet több dátum is felmerült, valószínűleg pár évvel később falazhatták be a bejáratot is.

### Tunhuang(Dunhuang)i kéziratok

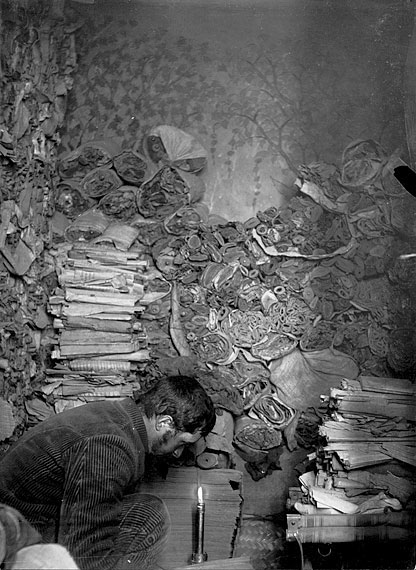
Paul Pelliot kéziratokat vizsgál a Barlangkönyvtárban (1908)

A Barlangkönyvtár kéziratai az 5-11. századra datálhatók. Összesen mintegy 50 000 iratot tárolhattak itt, amely ősi dokumentumok egyik legjelentősebb felfedezésének számít. A szövegek többsége kínai nyelven íródott, de akad tibeti, ujgur, szanszkrit, és szogd nyelvű is. Ezek között vannak régi kender papírtekercsek kínaiul és más nyelveken, pálmalevél feliratok tibetiül, illetve egyéb festmények kenderre, selyemre és papírra. A tekercsek túlnyomó többségének témája buddhista, de összességében sokféle témát érintenek. A buddhista kánon művei mellett eredeti szövegmagyarázatok, apokrifek, füzetek, imakönyvek, konfuciánus, taoista, a keleti egyházhoz tartozó keresztény művek, valamint állami dokumentumok, antológiák, szótárak és kalligráfiai gyakorlatok is a könyvtár részét képezték.
A kéziratok többsége korábban ismeretlen volt vagy eltűntnek vélték. Különleges bepillantást engednek az észak-kínai és a közép-ázsiai királyságok vallási és világi ügyeibe. A Barlangkönyvtárban talált kéziratok között szerepel a legkorábbi nyomtatott könyv, a Gyémánt szútra 868-as dátummal, amelyet legelőször szanszkrit nyelvről fordítottak le kínaira a 4. században. A tekercsek között szerepelnek olyan kéziratok is, mint a keleti keresztény egyház Jézus szútrája, vagy az ősi go játék szabálymagyarázata, ősi zenei kották, vagy a kínai csillagászat tunhuang (dunhuang)i csillagtérképe. A tekercsek elmesélik a buddhizmus kialakulását és fejlődését Kínában, tartalmazzák a kor politikai és kulturális életének leírását, és egyaránt értékes bepillantást nyújtanak a hétköznapi emberek életébe.
A kéziratokat széthordták a világ minden tájára a felfedezés után. A Stein által megszerzett kincsek Nagy Britanniába és Indiába kerültek, ugyanis az ő utazásait ezek az országok szponzorálták. Első látogatóként Stein mintegy 7000 teljes kéziratot és 6000 töredéket szerzett meg mindössze 130 angol fontért – igaz szerepelnek közöttük dupla kópiák is a Gyémánt és a Lótusz szútrákból. Pelliot mintegy 10 000 dokumentumot vásárolt meg 90 angol fontért, de Steinnel ellentétben, Pelliot sinológusként jobban válogathatott a kéziratok között. Pelliot-t jobban érdekelték a szokatlan és egzotikus kéziratok, mint például a kolostorok adminisztrációja és a pénzügyei. A kéziratok többsége csak azért maradhatott fenn, mert felhasználták őket egyfajta palimpszesztként, amelyeknél a buddhista szövegekhez használt papírok hátsó oldalát használták fel újra. Napjainkban erőfeszítéseket folytatnak, hogy a Barlangkönyvtár kéziratait digitálisan is összegyűjtsék. Ezek ma már elérhetők a Nemzetközi Tunhuang (Dunhuang) projekt keretein belül.

## Művészet

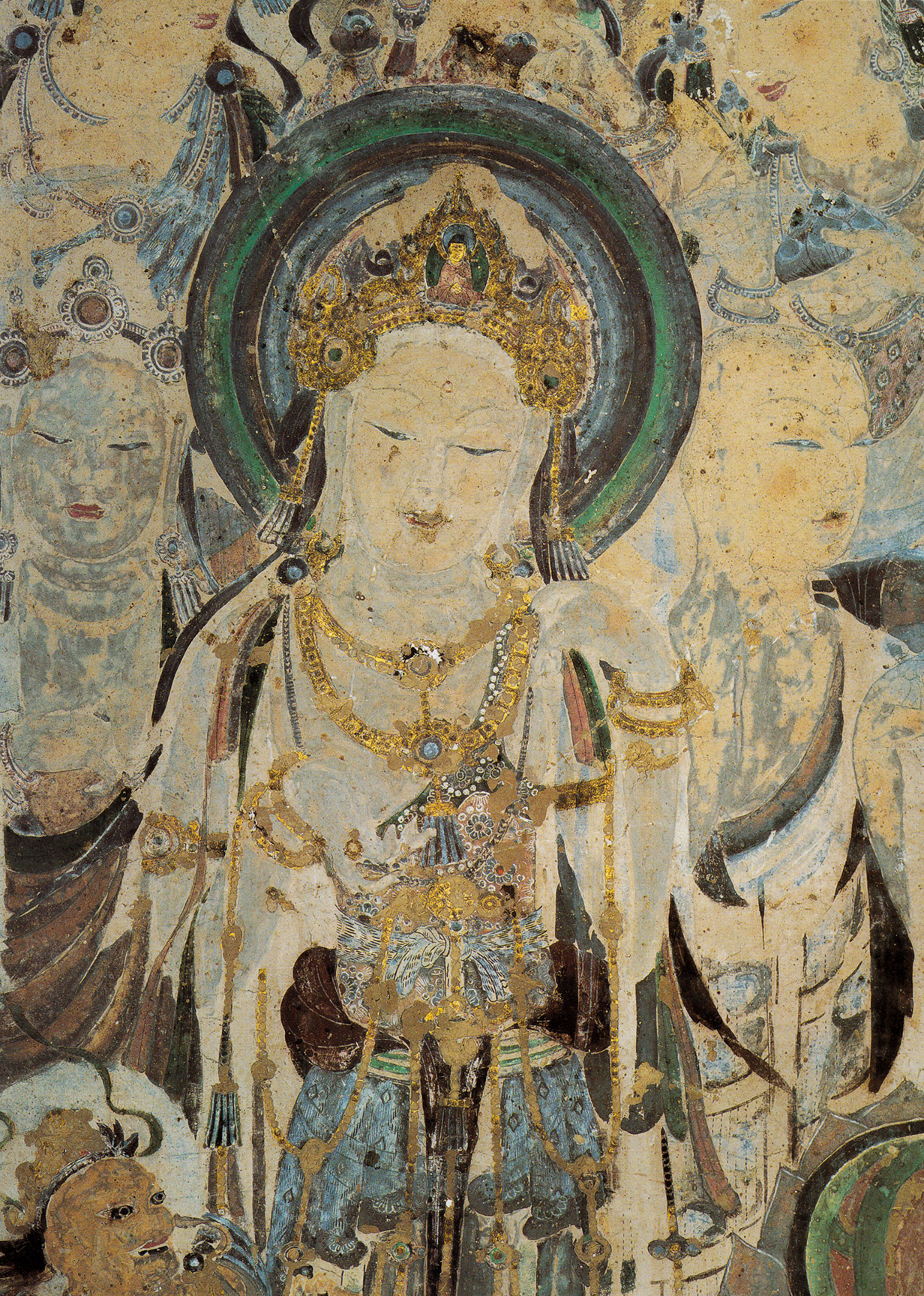
Avalókitésvara (Kuan-jin) falfestménye – 57-es barlang

A tunhuang (dunhuang)i művészetbe több mint tíz fő műfaj tartozik, úgymint építészet, stukkó szobrászat, falfestészet, selyemfestészet, kalligráfia, fadúc-nyomtatás, hímzés, irodalom, zene és tánc, és egyéb szórakoztatási műfajok.

### Építészet
A Mokao (Mogao)-barlangok a sziklából kivájt építészeti megoldásokat követik, azonban a Lungmen (Longmen) és a Jünkang (Yungang)-barlangoktól eltérően, az itteni szikla anyaga sokkal puhább, kavicsszerkezetű, amely sem a szobrászathoz, sem a finom építészeti díszítésekhez nem megfelelő. A korai készítésű barlangoknál az indiai Adzsantai barlangtemplomoknál is látható korai buddhista sziklavágású csaitja stílust alkalmazták. A szobrok fülkékbe kerültek és a középső oszlop négyszögletes alapú, amely a sztúpát jelképezi. Ezt a gyakorlók körbejárhatják és ezáltal érdemeket gyűjthetnek. Más barlangok a terembarlangokra emlékeztetnek, amelyek a hagyományos kínai és buddhista templomépítészet sajátosságai. Ezek mennyezete lehet csonka piramis, amelyek festését úgy alakították ki, hogy egy sátorra emlékeztessen. A mennyezet lehet lapos vagy nyerges is, amely a hagyományos épületekre emlékeztet. Néhány meditációra használt barlang az indiai vihárákra (kolostorbarlangok) alaprajzára emlékeztet, amelyeknek vannak oldalsó kamrái, amelyek éppen csak akkorák, hogy egy ember leülhessen bennük. Számos barlanghoz építettek fa tornácot vagy sziklából faragott előtemplomot, ezek többsége azonban elenyészett vagy elpusztult az idők során. Csupán öt maradt meg ezek közül, amelyek közül a két legrégebbi a Szung (Song)-dinasztia faépítészetének kitűnő példái.

### Falfestmények

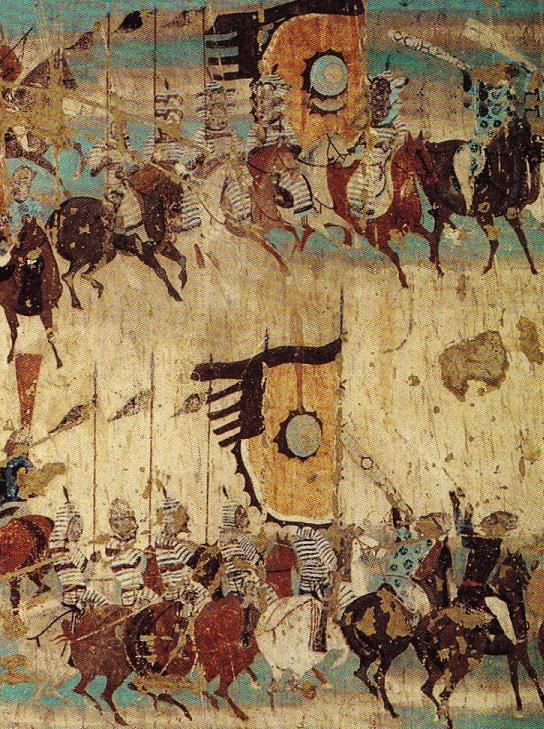
Egy freskórészlet, amely Csang Ji-csao (Zhang Yichao) tábornok tibetiek felett aratott győzelmére emlékezik – 156-os barlang, késő Tang-dinasztia

A legdíszesebb barlangok teljes fal- és mennyezetfelülete is festett. Az alakok közötti részt geometriai formákkal és növényábrázolásokkal töltötték ki, amelyek az összes buddha fölött megtalálhatók. A szobrokat is gazdagon festették. A falfestmények az 5. és a 14. század között készültek, a leletek összesen ezer év alkotásait ölelik fel, és több festményt is újrafestettek ugyanazon időszakon belül. A freskók összesen 45 000 m2 felületet fednek be. Nagyra tartják a festményeket a méretükért, a részletek gazdagságáért, valamint a művészeti értékeikért. A leggyakoribb témák buddhista ihletettségűek, szerepelnek azonban hagyományos mitikus tárgyak és patrónusok portréi is. A freskók történelmi bepillantást nyújtanak a kínai buddhista művészet közel egy évezredes időszakába. A falfestmények művészeti fénykorát a Tang-korszakban élték. A későbbi festmények színvonala, főleg a 10. századtól kezdődően leromlott.
A korai festmények felhasznált technikái, kompozíció és stílusai, valamint az ábrázolt alakok által viselt ruházatok erős indiai és közép-ázsiai hatást mutatnak, viszont az Északi Vej (Wei)-dinasztia során egyedülálló tunhuang (dunhuang)i stílus fejlődött ki. Kínai, közép-ázsiai és indiai eredetű motívumok együtt is megtalálhatók egy barlangon belül. A Nyugati Vej (Wei)-korban megszaporodtak a kínai motívumelemek.
Sok barlangban általános motívumként sorokba rendezett kis ülő buddha alakokat találtak. Ezekről kapta a hely az „Ezer buddha-barlangok” elnevezést. Ezeket az apró buddhákat sablon használatával festették, hogy könnyebben tudják replikálni az alakokat. A buddhák fölött vagy a mennyezeten repülő nimfák és egyéb mennyei lények is szerepelnek és a falak aljánál elhelyezték az adományozók ábrázolásait is. A festmények gyakori témái a Dzsátaka mesék, amelyek Sákjamuni Buddha születéstörténetei (avadána), egyúttal a karma tanításában oktatótörténetek is.

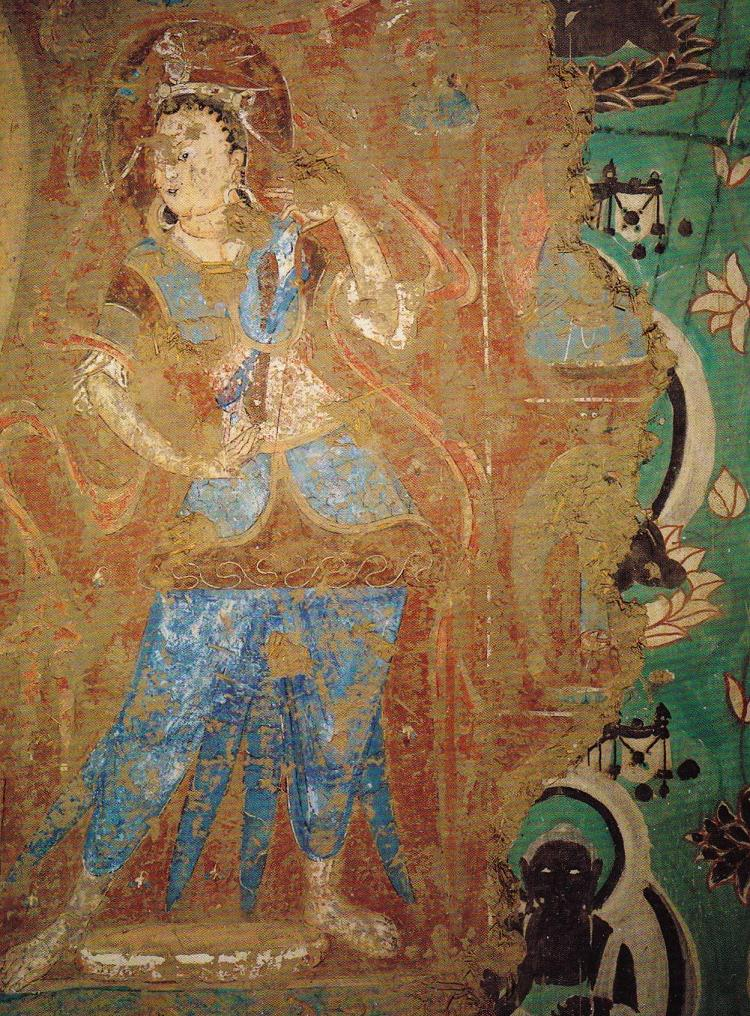
Későbbi ráfestések részleges eltávolításai korábbi festéseket tárnak fel – 253-as barlang, Észak-Vej (Wei)

Az Északi Csou (Zhou)-korban megjelentek a bodhiszattvák ábrázolásai is, mint például Avalókitésvara (Kuan-jin (Guanyin)), akit eredetileg férfiként, majd egyre több női jellemzővel ábrázoltak. A barlangok többsége mahájána és srávakajána (théraváda vagy hínajána) hatásokat mutat, jóllehet a mahájána buddhizmus csak a Szuj (Sui)-dinasztia korától vált uralkodó irányzattá. A Szuj (Sui)–Tang-kor újítása a szútra vizuális megjelenítése. A mahájána buddhista tanításokat átalakították hatalmas, részletes elbeszélő festményekké. A Mokao (Mogao)-barlangokban található tang művészet egyik központi helyszíne a Tiszta Föld mennyországa, amely egyértelmű utalás a mahájána térhódítására. A Tang-korban szintén megjelent a tantrikus buddhizmus ikonográfiája, mint például a tizenegy fejű vagy ezer karú Avalókitésvara.

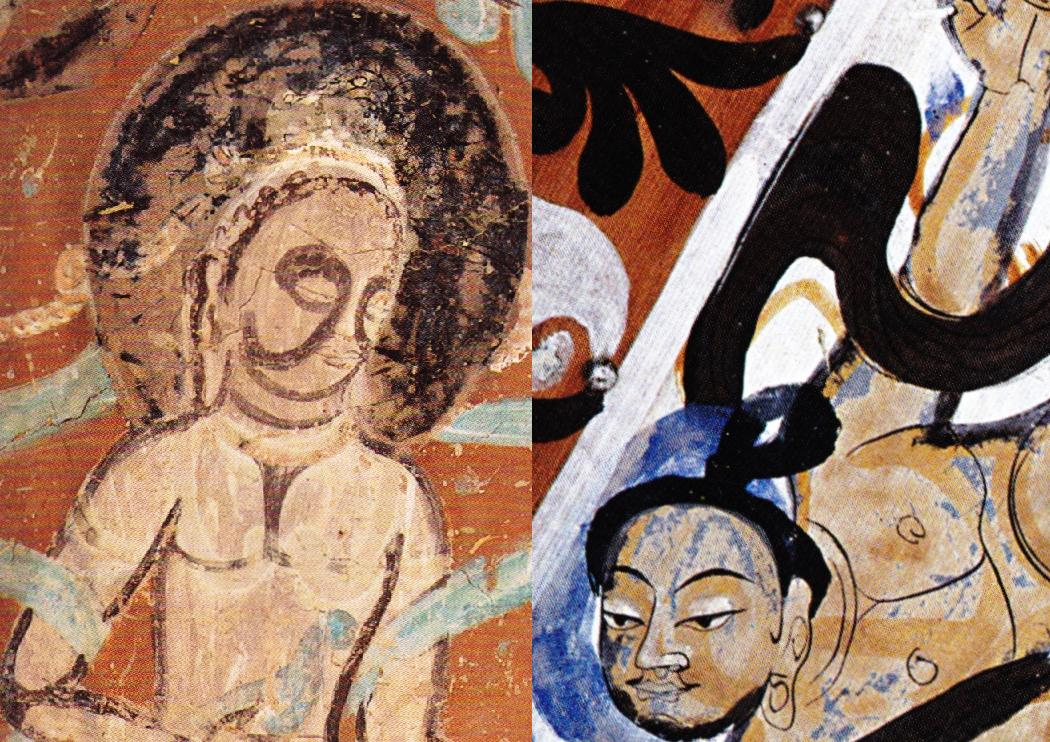
Az alakok ábrázolásánál árnyékolást is használtak

A buddhista művészet stílusában eltér ugyan a világi művészetektől, a barlangfestmények – különösen a világi jeleneteket ábrázoló festmények – gyakran utalnak a világi életre (legalábbis a tudósok ezt feltételezik). Az adományozók alakjait általában világi stílusban jelenítették meg, amelyekhez világi eseményeket is gyakran kapcsoltak. Például a Tunhuang (Dunhuang) fölött uralkodó Csang Ji-csao (Zhang Yichao) tábornokot, a Tibet fölötti 848-ban aratott győzelmének ünneplése közben ábrázolták. A Csang (Zhang) család után következő Cao család korában az adományozók portréinak méretei megnőttek. A Caók szövetségre léptek az ujgurokkal (Ujgur Kanszu királyság és Csocso (Qocho) királyság) és a hotani szaka királysággal, akiknek a portréi népszerűek néhány barlangban.
A festett alakok nagy része besötétült az ólom alapú pigmentek oxidációja miatt. A korai freskók több alakjánál használtak indiai eredetű festési technikákat, amelyeknél az árnyékolással háromdimenziós vagy chiaroscuro hatást kívántak elérni. Az árnyékoláshoz használt festék besötétedése miatt vastag körvonalak képződtek, ami már eltért a művészek eredeti szándékától. Ez az árnyékolási technika Tunhuang (Dunhuang)ban teljesen egyedinek számított ebben a korban, ugyanis Kínában ilyet nem használtak az arcok festésénél, csak jóval később az európai festészet hatására. Ugyancsak nagy különbséget jelent, hogy – a hagyományos kínai művészettel szemben – a helyszínen található festett alakokat félig vagy olykor teljesen meztelenül ábrázolták. Az évszázadok során a falfestmények zömét újrafestették vagy restaurálták és előfordult, hogy a legrégebbi festmények a későbbiek részleges eltávolításával bukkantak elő.

### Szobrok

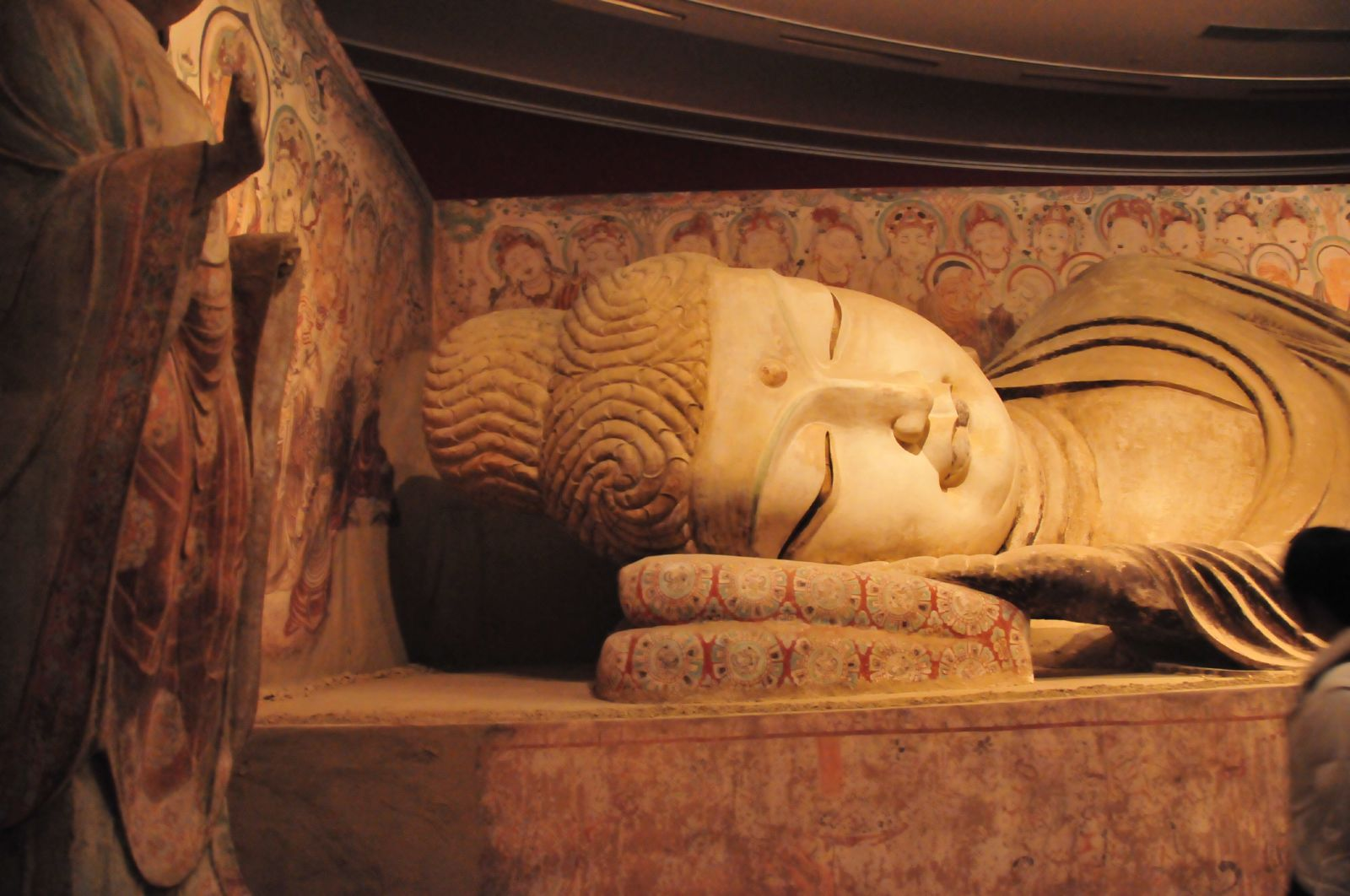
A tibeti korból származó fekvő Buddha ábrázolása a 158-as barlangból – Kínai nemzeti művészeti múzeum, Peking

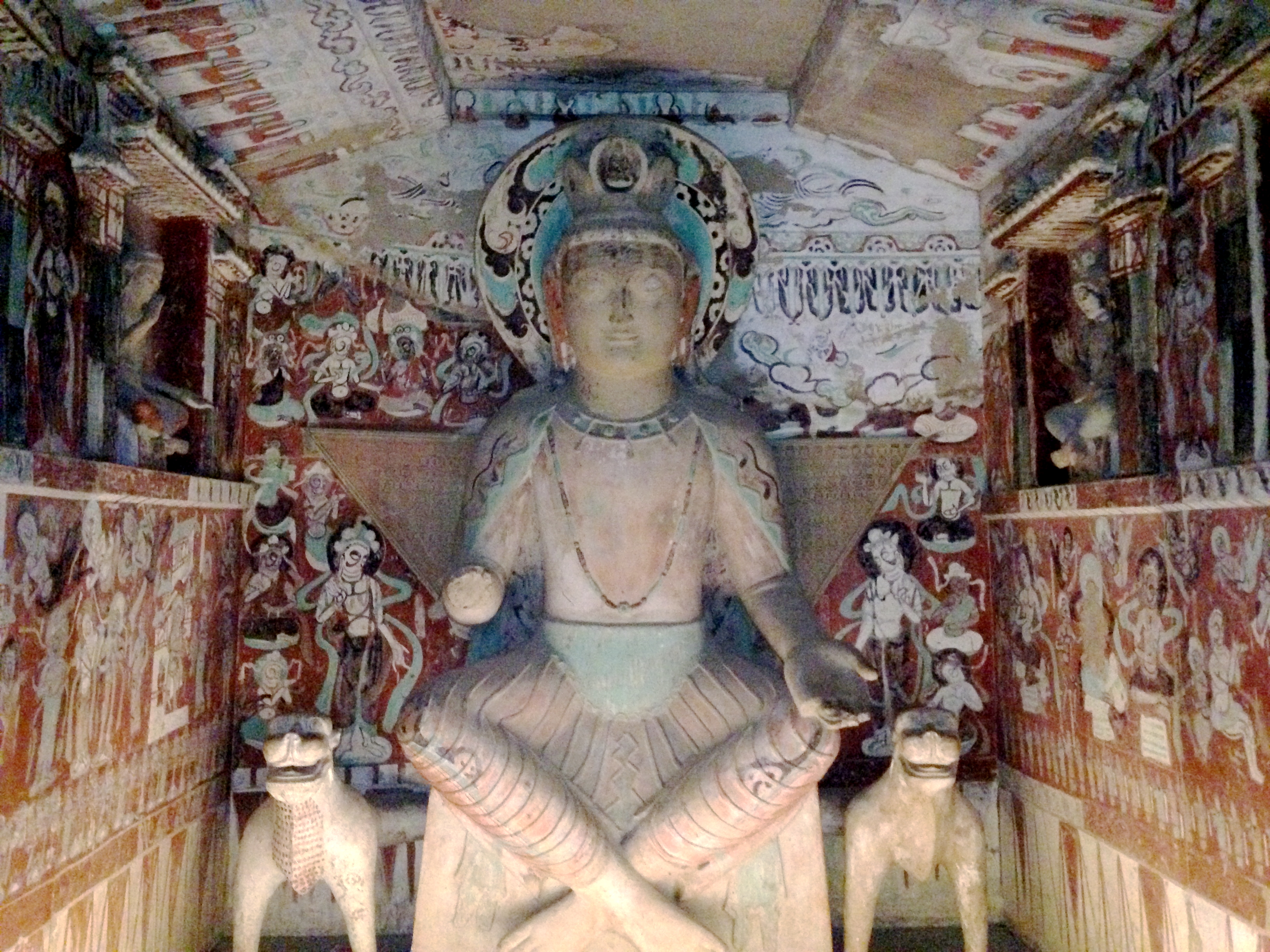
Maitréja Buddha alakja a 275-ös barlangban (az egyik legkorábbi barlang)

Mintegy 2400 agyagszobor maradt épen a Mokao (Mogao)-barlangokban. Ezeket náddal bélelt favázra felvitt agyagból formázták, amit festékkel vontak be. A nagyméretű szobrok váza azonban kőalapú. A központi alak általában Sákjamuni Buddha, amelyet körbevesznek a bodhiszattvák, mennyei királyok, dévák, nimfák és más mitikus lények.
A korai alakok viszonylag egyszerű megformálásúak. Ezek rendszerint buddhák vagy bodhiszattvák. Az észak-veji buddháknak két bodhiszattvájuk van, amelyhez az észak-csou korban további két tanítvány társult. Így jött létre az ötfős csoport. A Szuj (Sui)- és a Tang-kor alakjai nagyobb csoportokat is formázhatnak, hét vagy kilencfős, és egyes barlangok hatalmas parinirvána jelenetet is ábrázolhatnak nagyszámú gyászolóval. A korai szobrok prototípusa indiai és közép-ázsiai eredetű, és néhányuk gandhárai görög-indiai stílusú. Később a szobrok egyre több kínai jegyet vettek fel és végül teljesen kínaivá váltak.
A két óriásszobor Maitréja Buddhát ábrázolja. A korábbi és nagyobb méretű a 96-os barlangban 35,5 m magas. Ezt a szobrot 695-ben készítették Vu Cö-tien (Wu Zetian) császárnő rendeletére, aki többek között 689-ben kolostorok építését is parancsba adta. A másik, 27 m magas szobrot 713. és 741. között készítették el. Az északi óriás Buddha-szobrot több alkalommal felújították, aminek következtében megváltozott a ruházata, a színe és a kézmozdulata is, és csupán a feje maradt meg eredeti Tang-kori alakjában. A déli szobor viszont a jobb kéz kivételével, szinte teljesen eredeti formájában került megőrzésre. A nagyobb Buddha egy előkelő, 9 emeletes faépületbe került, amely eredetileg négy emelet magas volt.
A tibeti korban csupán egyfajta barlangot készítettek, ez a nirvána barlang. Ezekben egy nagy fekvő Buddha szerepel, amely elfoglalja a terem teljes egészét. A 158-as barlangban lévő szobor 15,6 m hosszú.
A Barlangkönyvtár eredeti funkciója az volt, hogy emléket állítson Hung Pian (Hong Bian), 9. századi szerzetes számára. A róla készült különlegesen egyedi szobrot a terem megnyitása után elszállították a barlangból. Áll még az életét leíró sírkő és az egykori szobor mögötti falra a segítőinek a képe van felfestve. A helyszínen nagyon gyakori a festett szobrok és a mögöttük megfestett falak kompozíciója.

### Nyomtatás selyemre és papírra
A Barlangkönyvtár felfedezése előtt a Tang-dinasztia korából származó eredeti festmények ritkák voltak, és a fennmaradt műalkotások csak későbbi korok kópiái. A Barlangkönyvtárban több mint ezer képet találtak selyemre, zászlókra és egyéb hímzésekre festve, amelyek közül valószínűleg egyik sem korábbi a 7. századnál. A festmények túlnyomó többsége ismeretlen festő műve, és közülük sok minősége kiváló, főleg a Tang-korból származóké. A többség szútra-festmény, Buddha-ábrázolás vagy elbeszélő kép. A festmények sokat árulnak el Csangan ősi város kortárs kínai stílusáról, valamint tanúskodnak indiai, tibeti és ujgur festési stílusokról is.
Az ecsetfestéshez csak tust használtak, némelyikhez csupán kétféle színt, de a többség színes. Leggyakrabban csupán egy alakot ábrázolnak, és a legtöbbet valószínűleg adományként kapták valamilyen szponzortól, akit kis méretben ábrázoltak is azután. Az adományozók alakjainak ruházata sokkal kidolgozottabbá vált a 10. századra.

### Nyomtatott képek

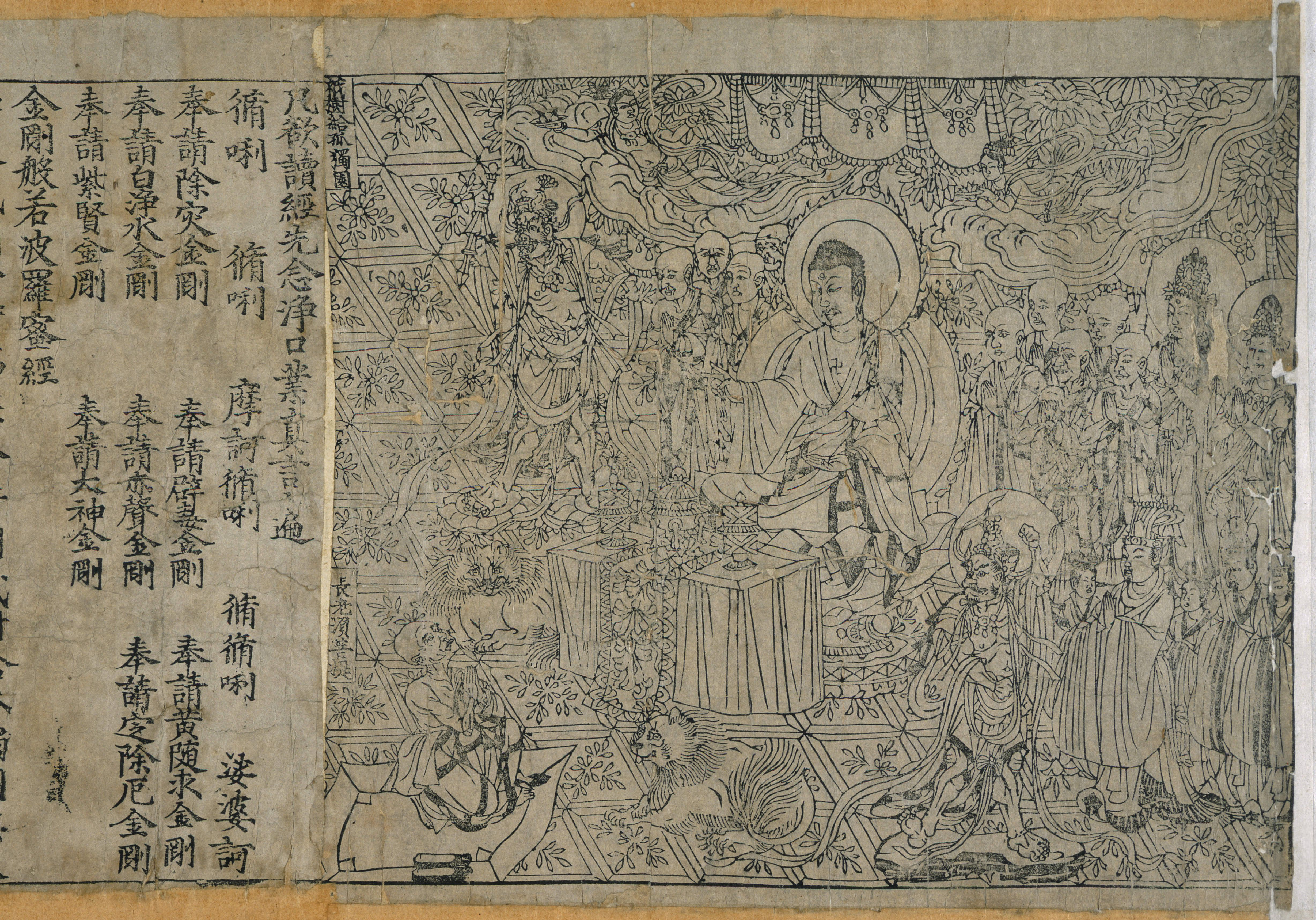
A kínai Gyémánt szútra, az ismert legrégebbi nyomtatott könyv a világon – British Library

A Barlangkönyvtár jelentős forrásnak számít, ahonnan sok, ősi fadúcos nyomtatású kép és szöveg maradt fenn, köztük a híres Gyémánt szútra, a ma is létező legrégibb nyomtatott könyv. Más nyomtatott képet faliképnek szántak, amely alá szöveget is írtak imákkal, gyakran áhítatos megrendelőknek felajánlva. Cao Jüan-csung (Cao Yuanzhong) például 947-ben legalább két ilyen képet rendelt. Sok nyomtatott ábrázoláshoz később színeket adtak. Több lapon ugyanazzal a fatáblával nyomtatott Buddha szerepel. Nem ismeretes, hogy az emberek vagy a kolostorok birtokában voltak-e a nyomtatásra szolgáló fatáblák.

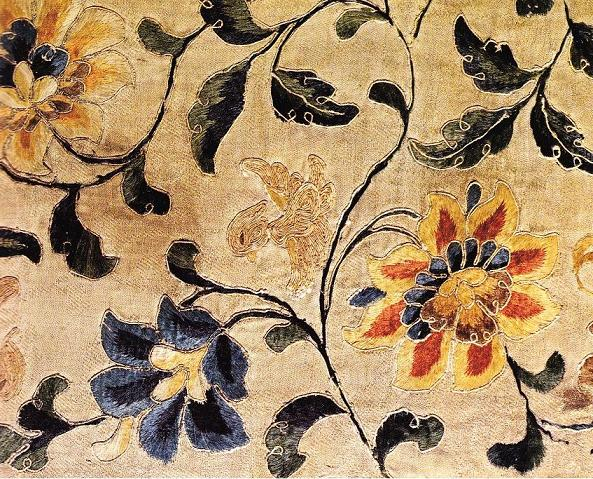
Díszes tábla részlete, amelyen egy kacsa szerepel a virágok között – Tang dinasztia

### Textíliák
A Barlangkönyvtárban talált textíliák között vannak selyemzászlók, oltárhoz való akasztható képek, kéziratburkoló vásznak és szerzetesi ruházatok (kasaja). A szerzetesek leginkább különböző szövetekből álló patchwork gúnyát viseltek, hogy kifejezzék alázatukat. Ezeken keresztül értékes bepillantást kaphatunk a kor különböző selyemanyagaiba. A szikla frontját fesztiválok idején festett és hímzett selyemzászlókkal díszítették. Kárpitszövettel dekorálták az oltárokat és a templomok felső szegélyeit, amelyekről különböző anyagú lobogókat függesztettek le. Ezek 'V' alakban végződtek, összességében hasonlítottak a mai modern nyakkendők alakjához.

## Barlangok

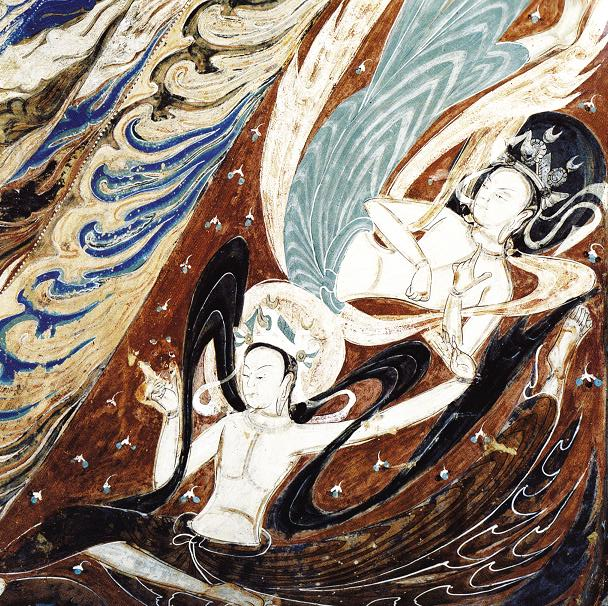
Repülő nimfák (apszara) – 285-ös barlang, 538–539, Nyugati Vej (Wei)-dinasztia

A barlangokat egy közel két kilométer hosszú sziklába vájták. A Tang-dinasztia idejében több mint ezer barlang létezett, de idővel közülük sok megsemmisült, köztük a legkorábbi barlangok is. Jelenleg 735 barlang létezik a helyszínen, amelyek közül a legjobb 487 barlang a sziklafal déli oldalán található. Ezek ma zarándokhelyeknek számítanak. 248 barlangot találtak az északi oldalon is. Ezek lakhelyként, meditációs vagy temetkezési helyként szolgáltak a szerzetesek számára. A sziklaüregek a déli részen díszítettek, míg az északi oldaliak falai többnyire csupaszok.
A barlangok koronként csoportosulva helyezkednek el. Az újabb dinasztiák a szikla más részein készítettek új üregeket. Mintegy ötszáz barlangnak sikerült megállapítani a korát a bennük található freskók, szobrok és más tárgyak alapján. A következő lista a korok alapján mutatja be a barlangokat, ezeket az 1980-as években állították össze (azóta több barlangot is feltártak):
- Tizenhat királyság (366–439) – 7 barlang, a legrégebbi az Északi Liang-korból
- Északi Vej (Wei) (439–534) és Nyugati Vej (Wei) (535-556) – 10 mindkét időszakból
- Északi Csou (Zhou) (557–580) – 15 barlang
- Szuj (Sui)-dinasztia (581–618) – 70 barlang
- Korai Tang (618–704) – 44 barlang
- Aranykori Tang (705–780) – 80 barlang
- Középső Tang (781–847) – 44 barlang (Tunhuang (Dunhuang)ban „tibeti kornak” is nevezik ezt az időszakot)
- Késői Tang (848–906) – 60 barlang
- Az öt dinasztia (907–960) – 32 barlang
- Szung (Song)-dinasztia (960–1035) – 43 barlang
- Nyugati Hszia (Xia) (1036–1226) – 82 barlang
- Jüan (Yuan) (1227–1368) – 10 barlang

## Galéria

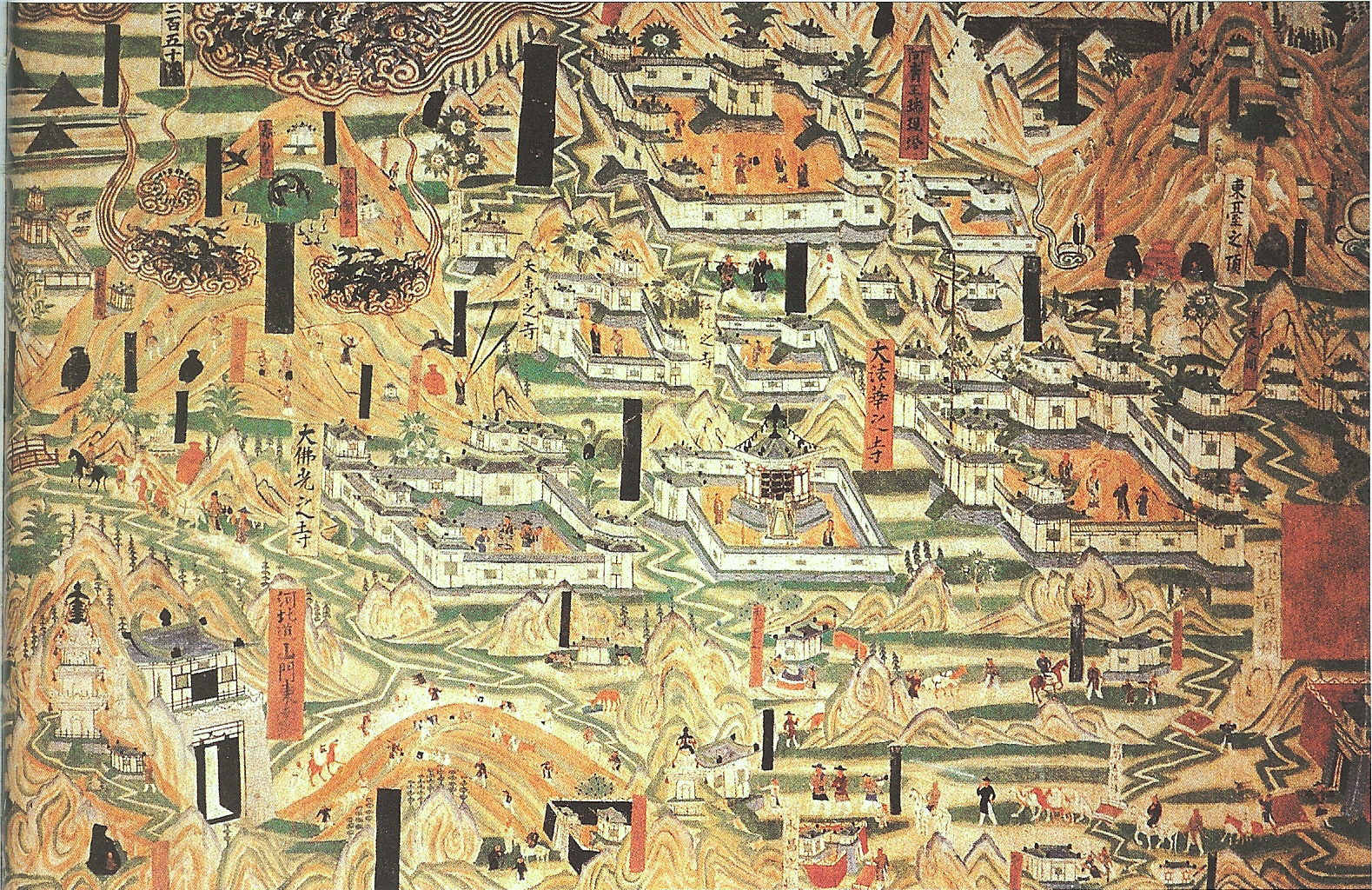
10. századi freskó a 61-es barlangban, Tang-kori buddhista kolostorokat ábrázol a Vutaj (Wutai)-helynél, Sanhszi (Shanxi) tartomány
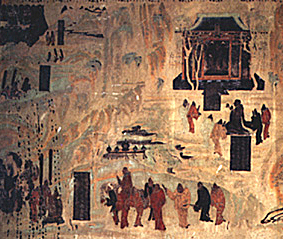
Csang Csien (Zhang Qian) nyugati utazása, teljes nézet, 700 körül
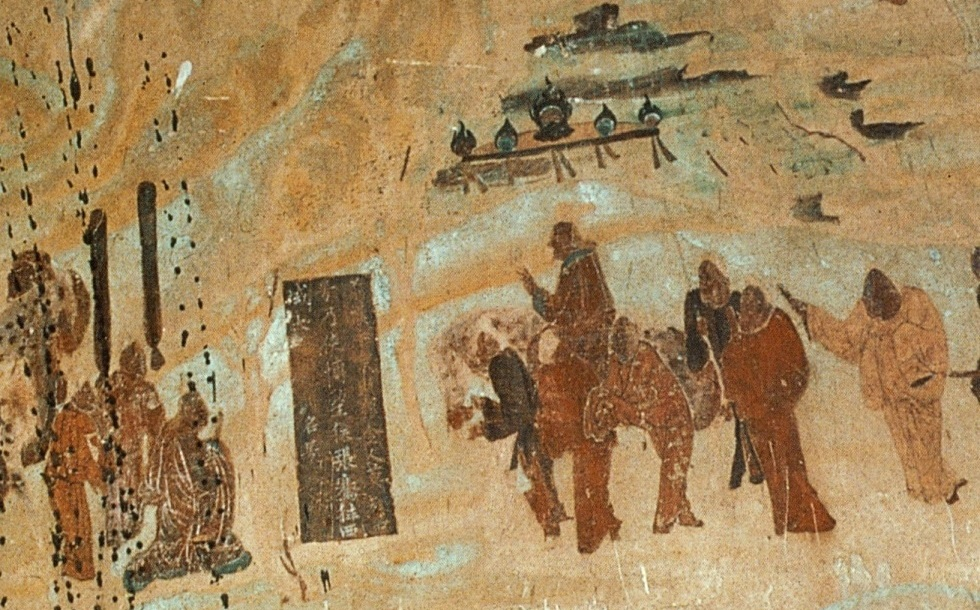
Csang Csien (Zhang Qian) nyugati utazása, a 323-as barlang falfestmény-részlete, 618-712
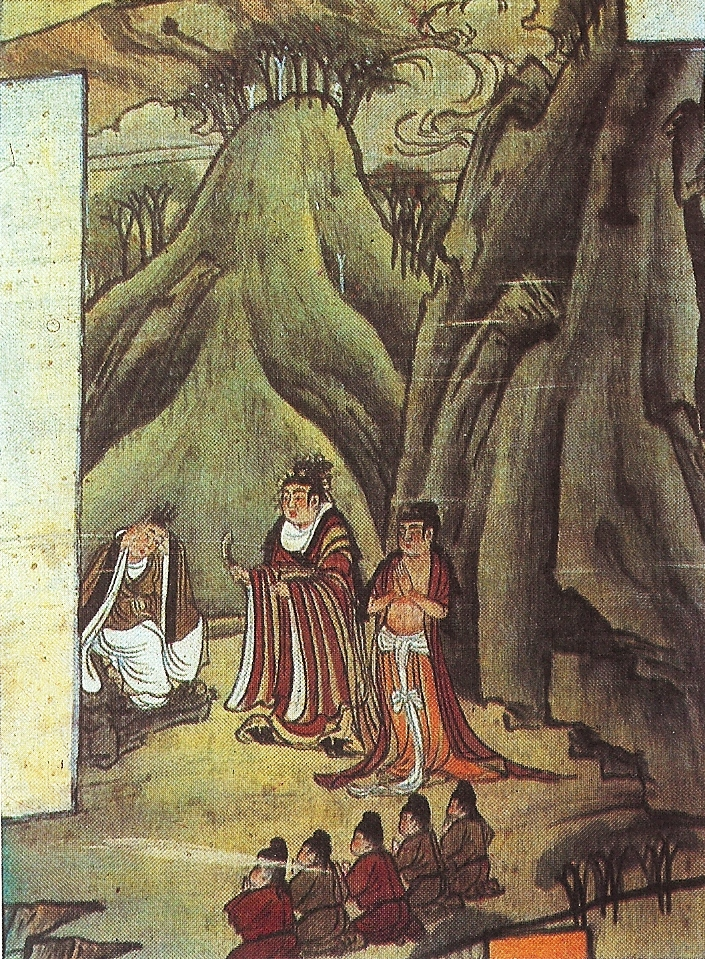
Tang-kori selyemfestmény - a tájképen a fiatal Sákjamuni a haját vágja
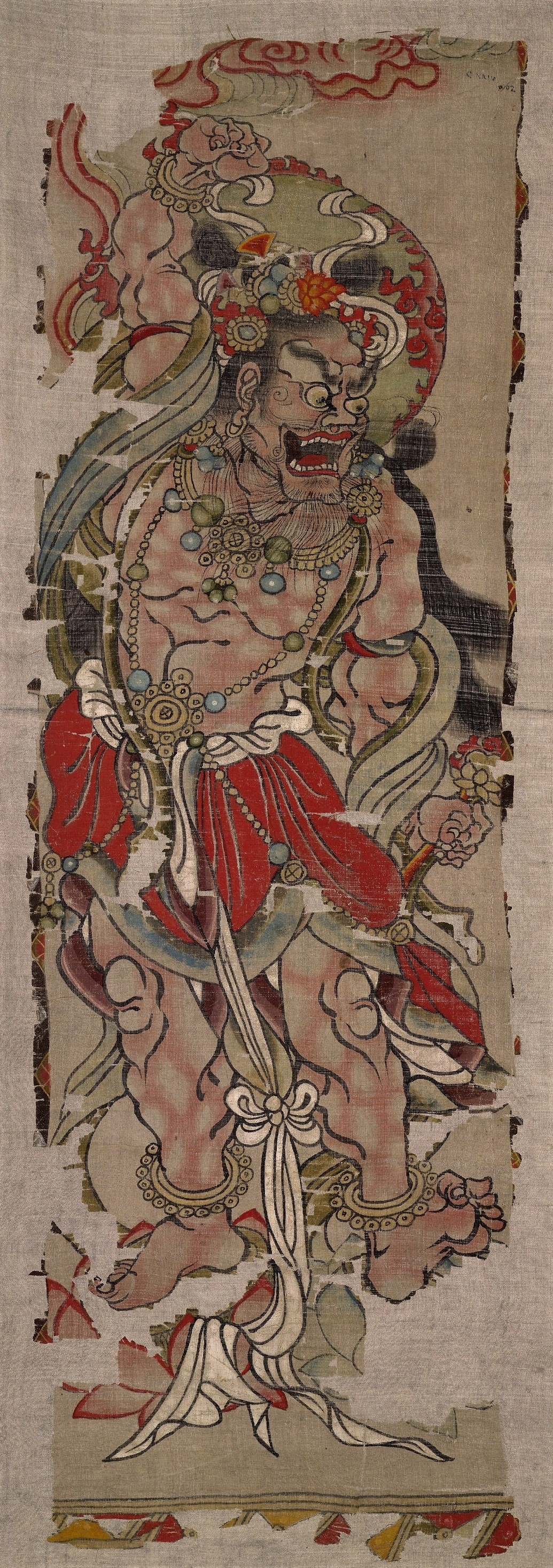
Vadzsrapáni ábrázolása
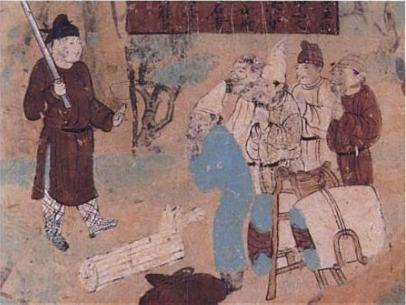
Banditatámadások
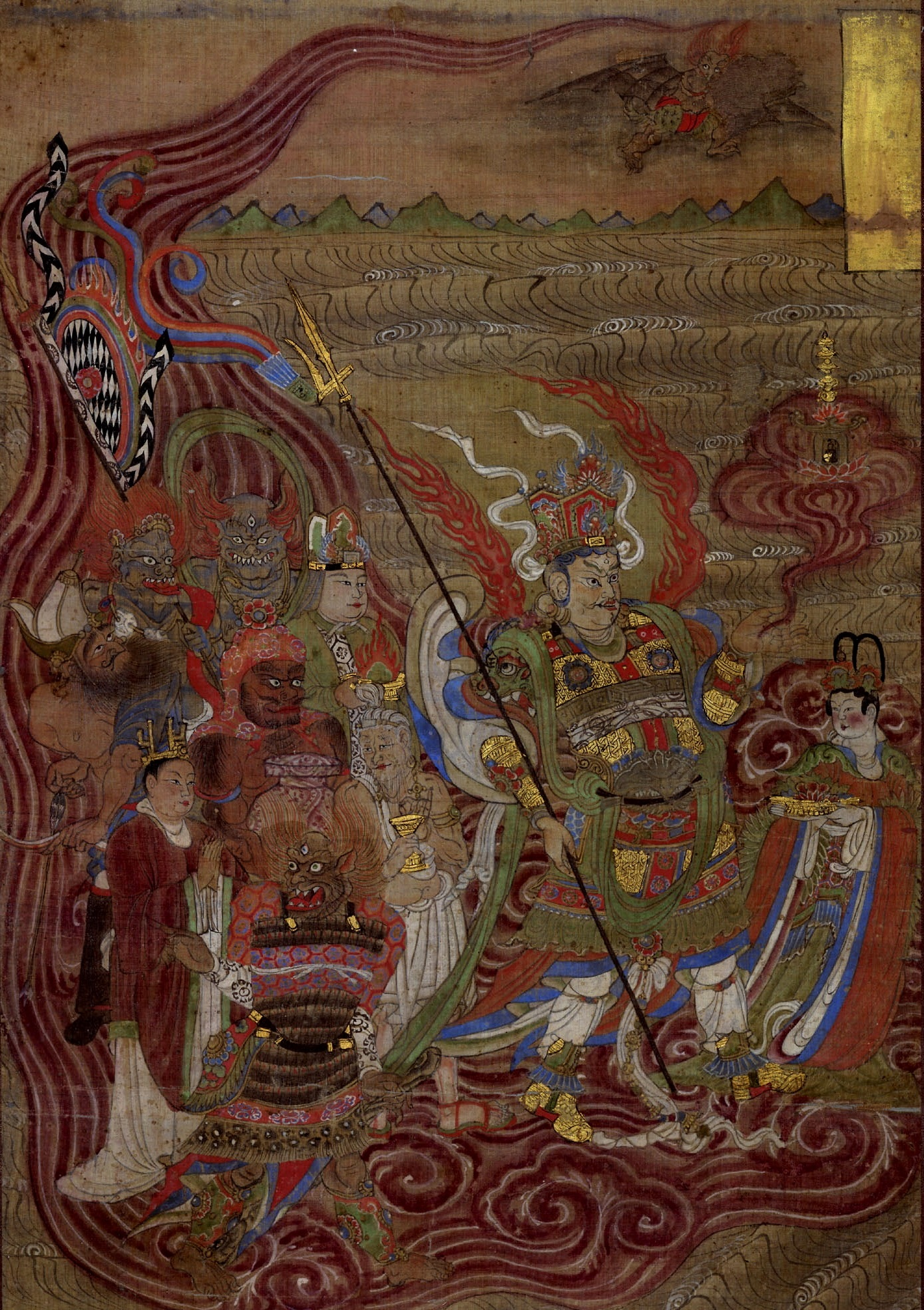
Vaisravana átkel a vizeken. Öt-dinasztia, 10. század közepe
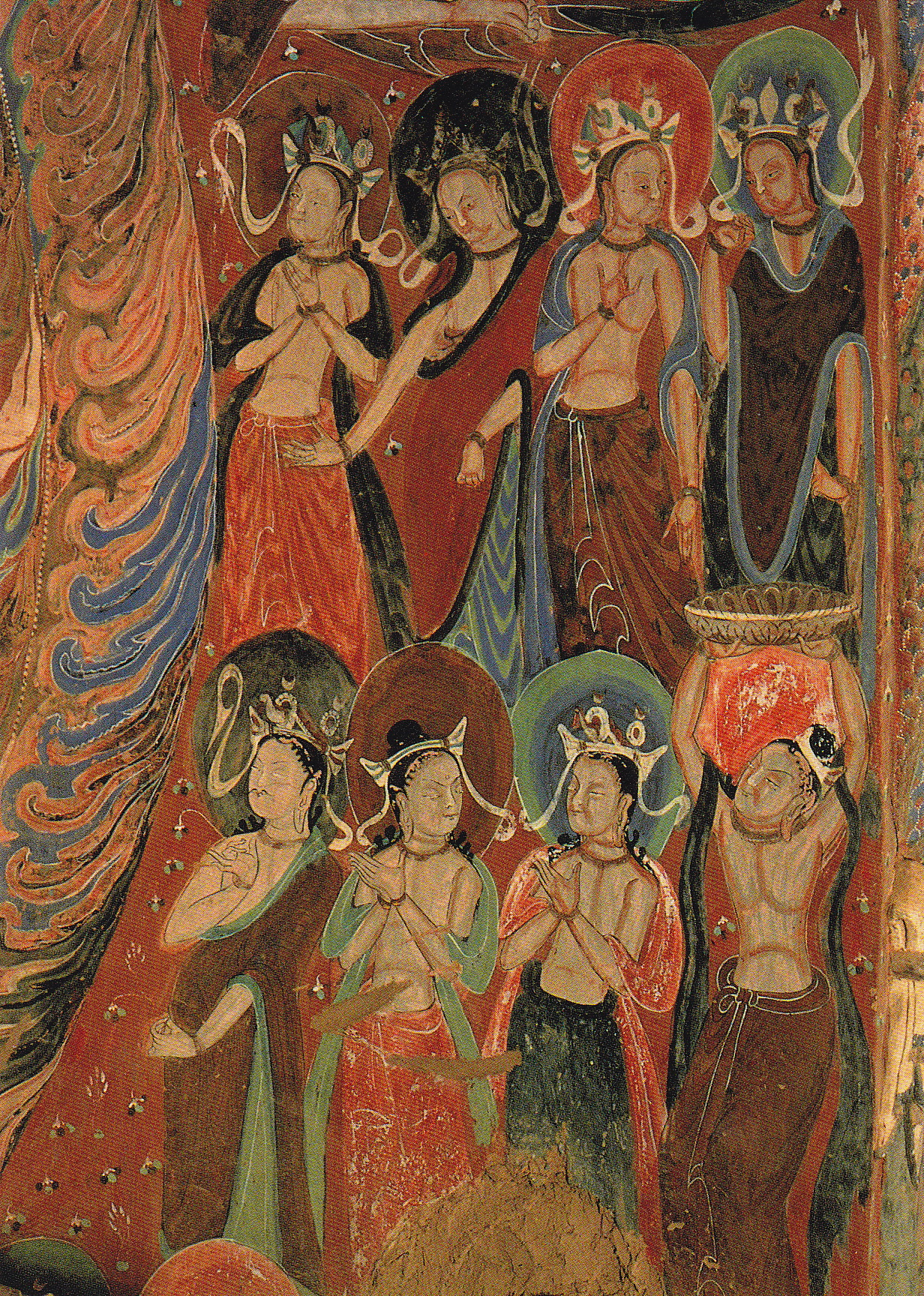
Bodhiszattva-imádat, 285-ös barlang, Vej (Wei)-dinasztia
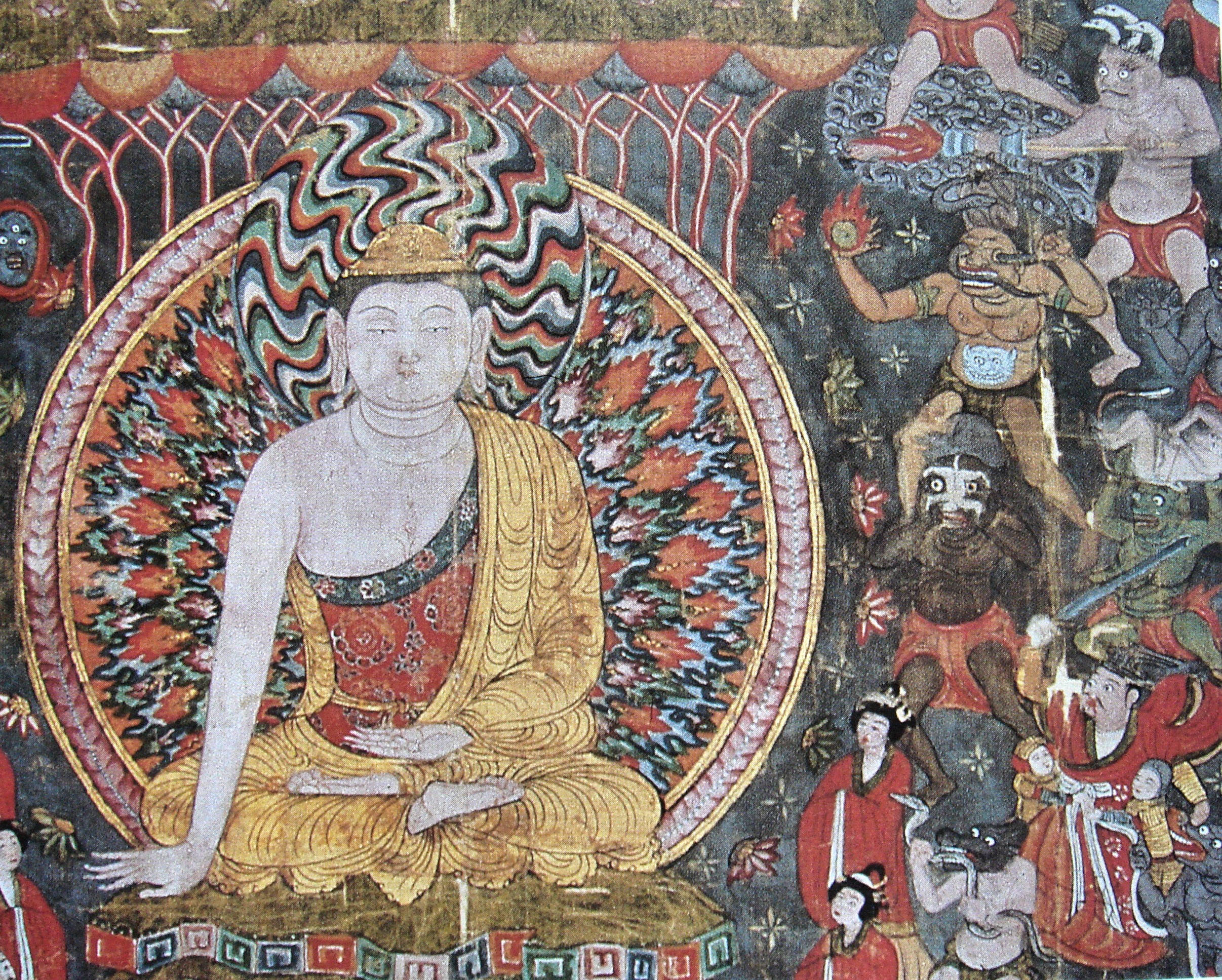
Márá megkísérli elcsábítani Sákjamunit
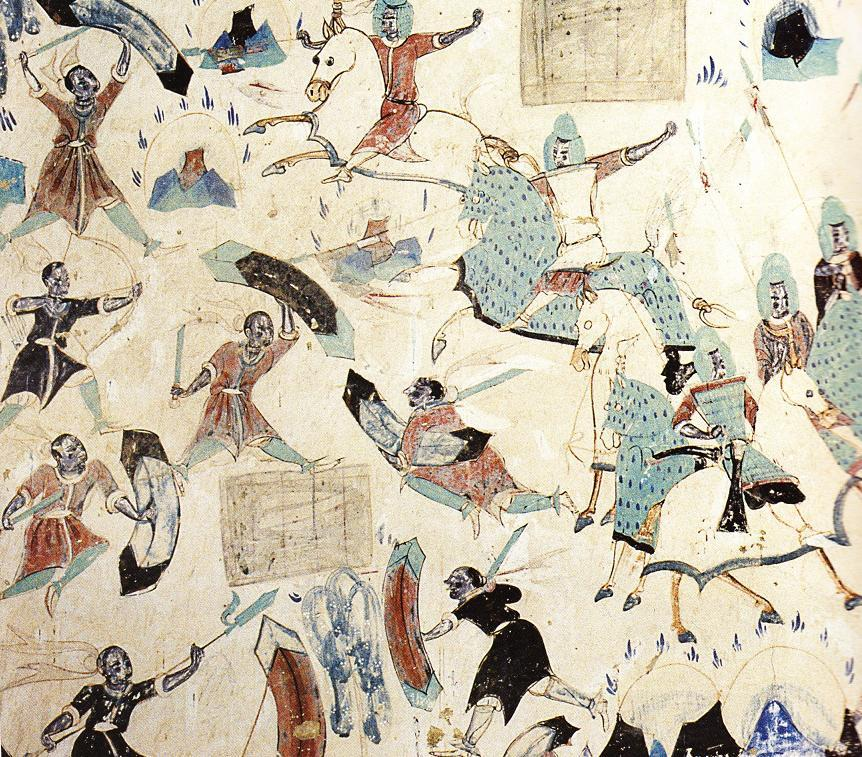
Az 500 rabló története. 285-ös barlang, Nyugati Vej (Wei)
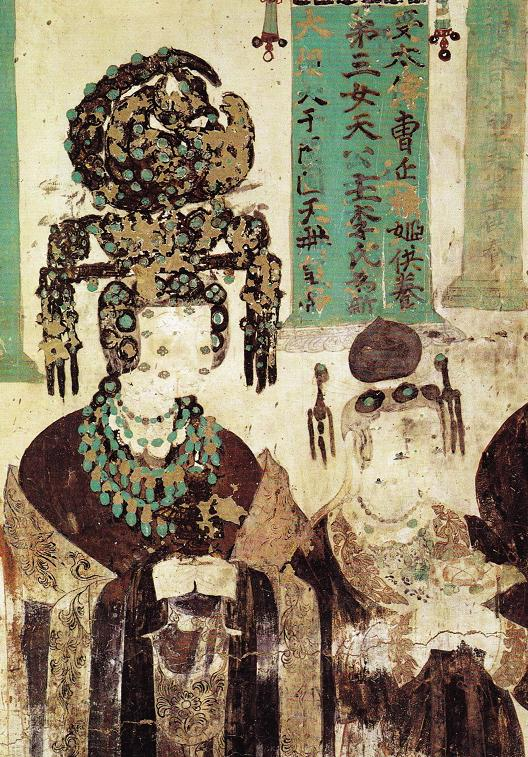
A tunhuangi uralkodó felesége és a hotani király lánya jáde fejdísszel - 61-es barlang, öt dinasztia
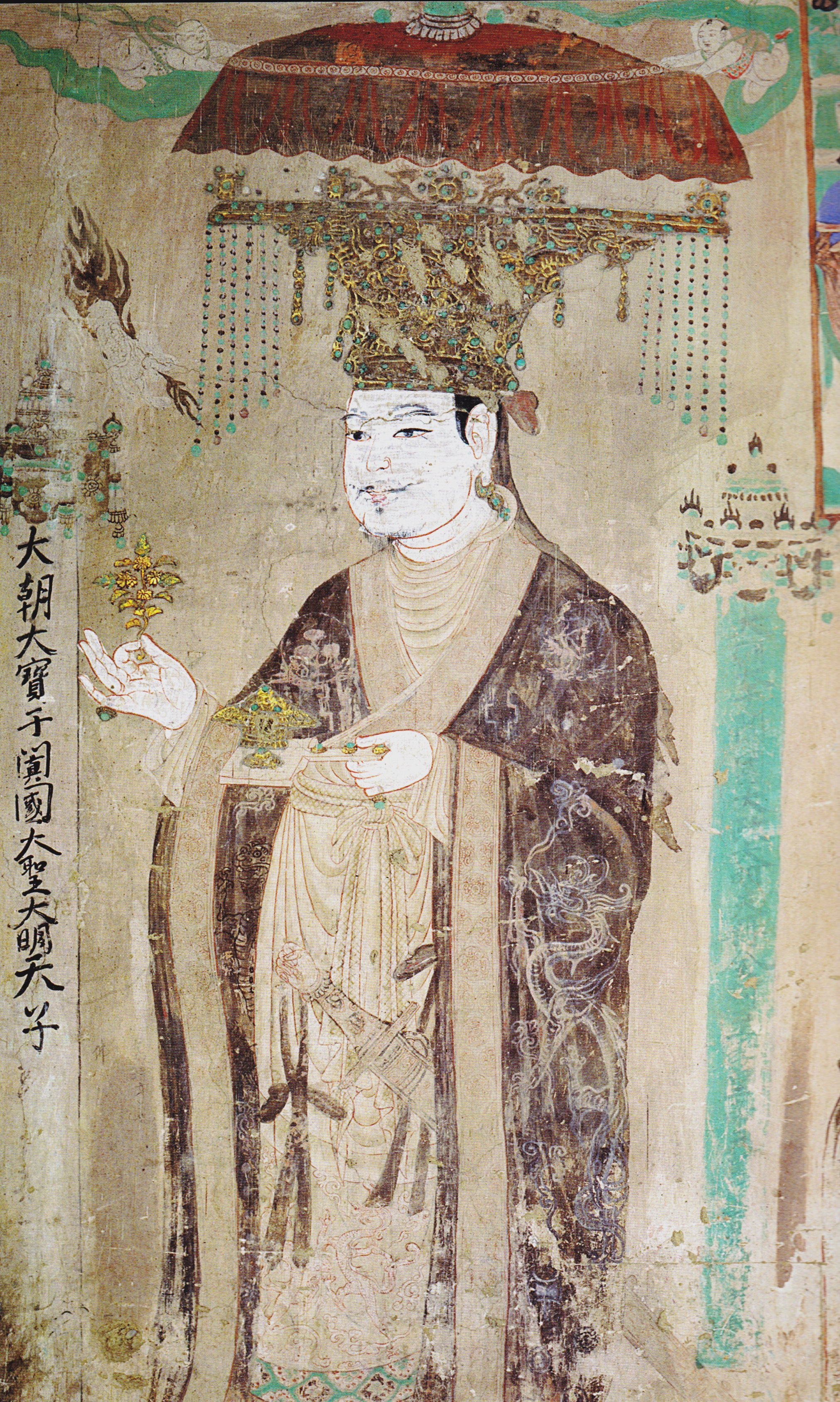
Hotan királya
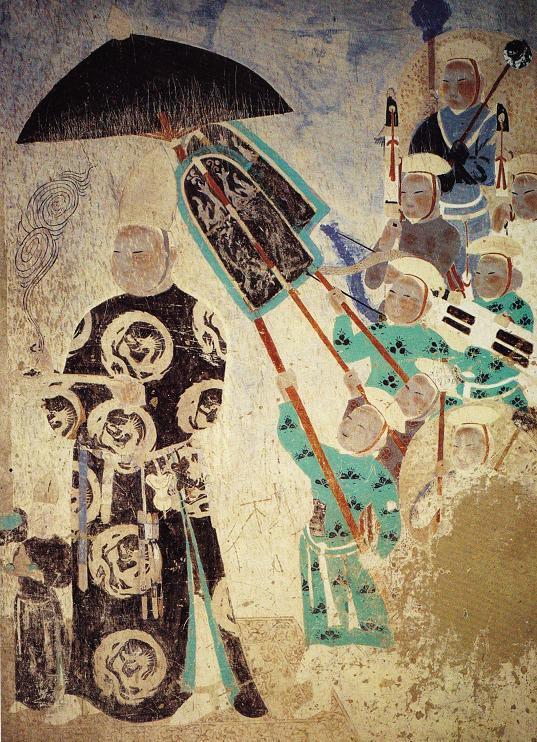
Ujgur király és szolgái - 409-es barlang, Nyugati Hszia (Xia).
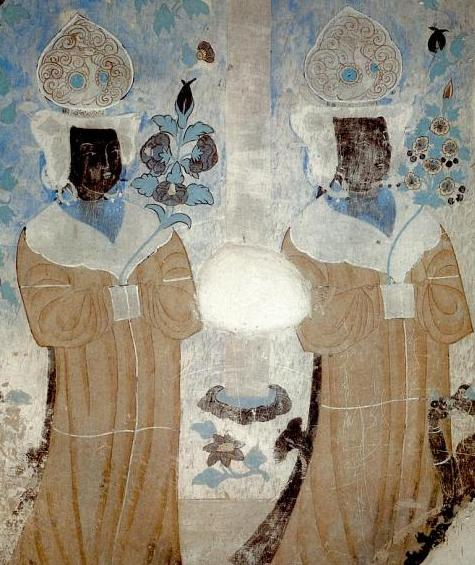
Alakok a 409-es barlangban, Nyugati Hszia (Xia).
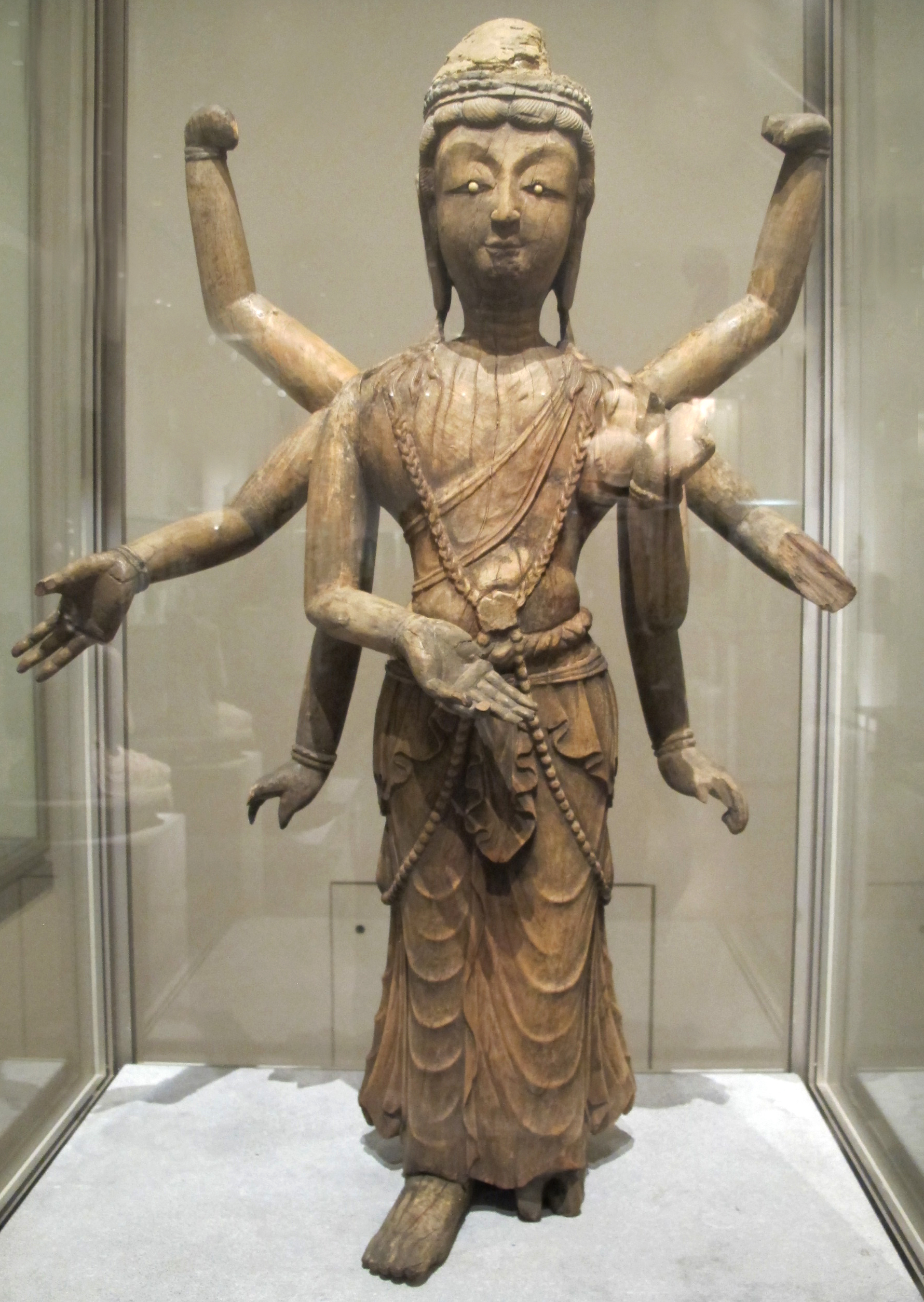
Avalókitésvara bodhiszattva - 890-910, Musée Guimet
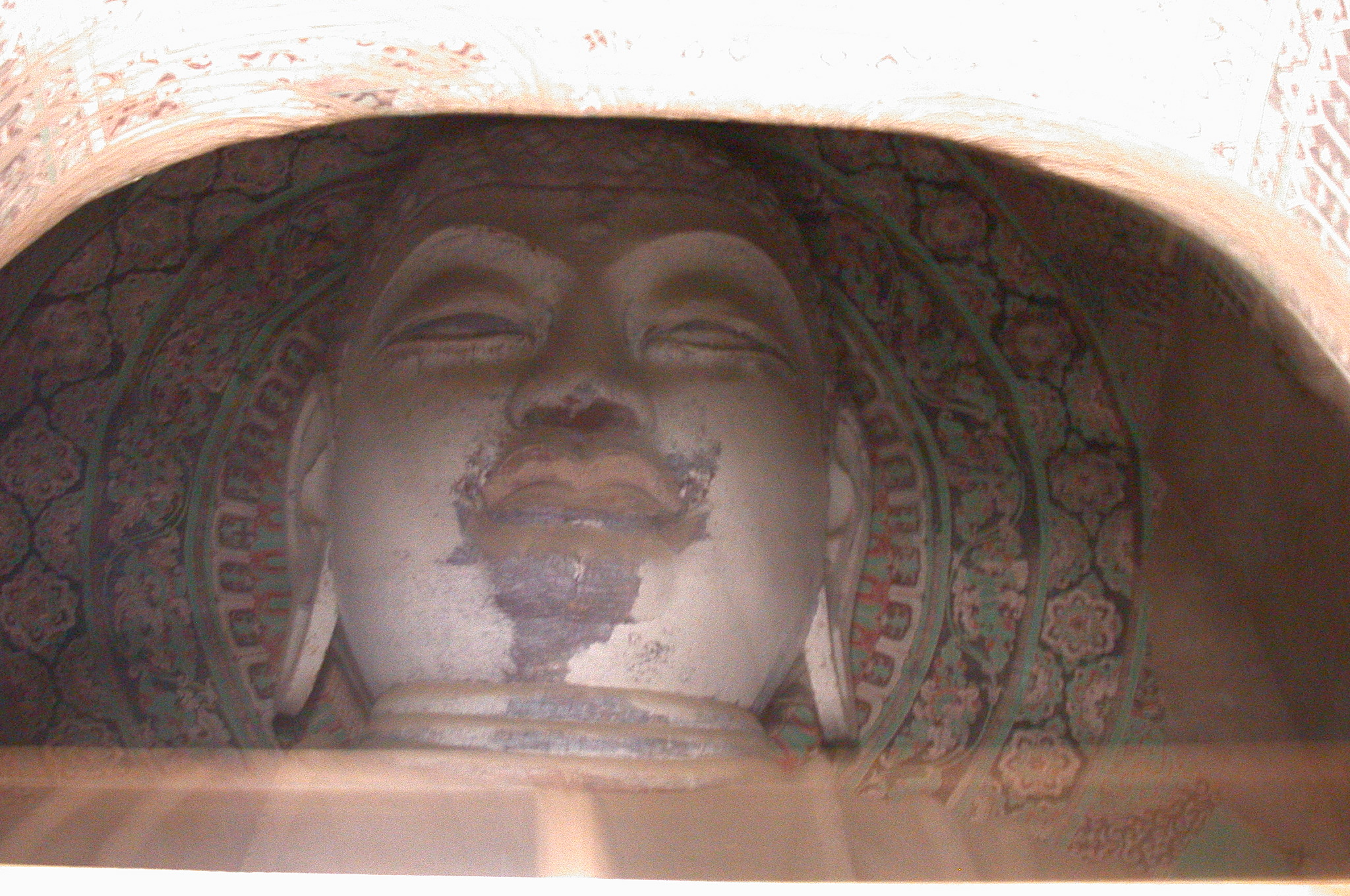
A 130-as barlang Buddha-szobra
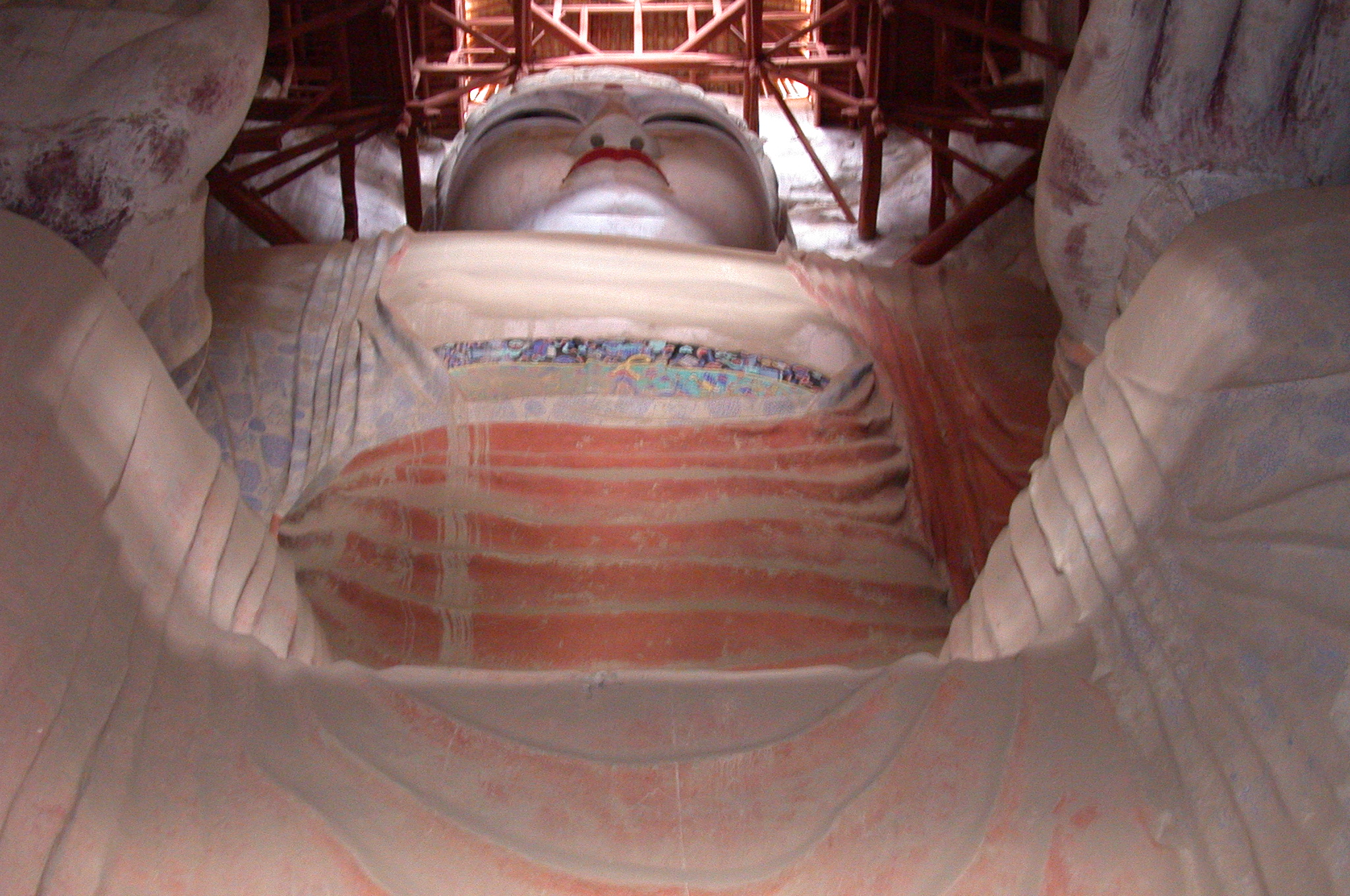
A 96-os barlang Buddha-szobra
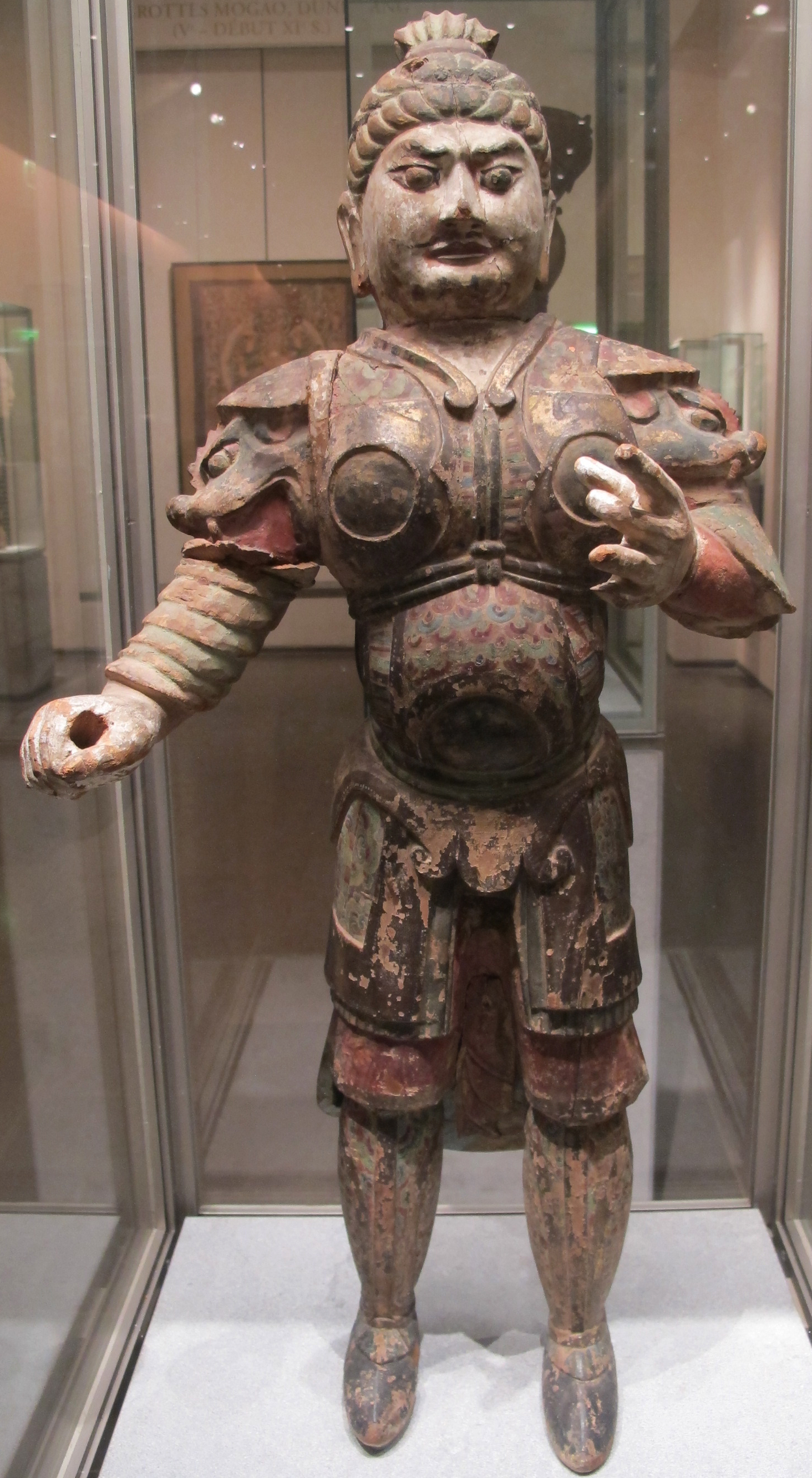
Lokapala védőalakja - Musée Guimet
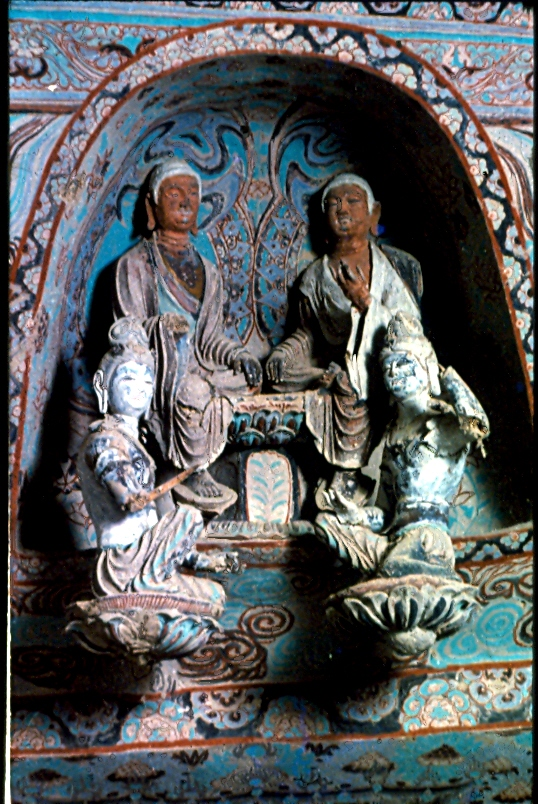
Szobrok egy buddha-szobor fölött, 27-es barlang
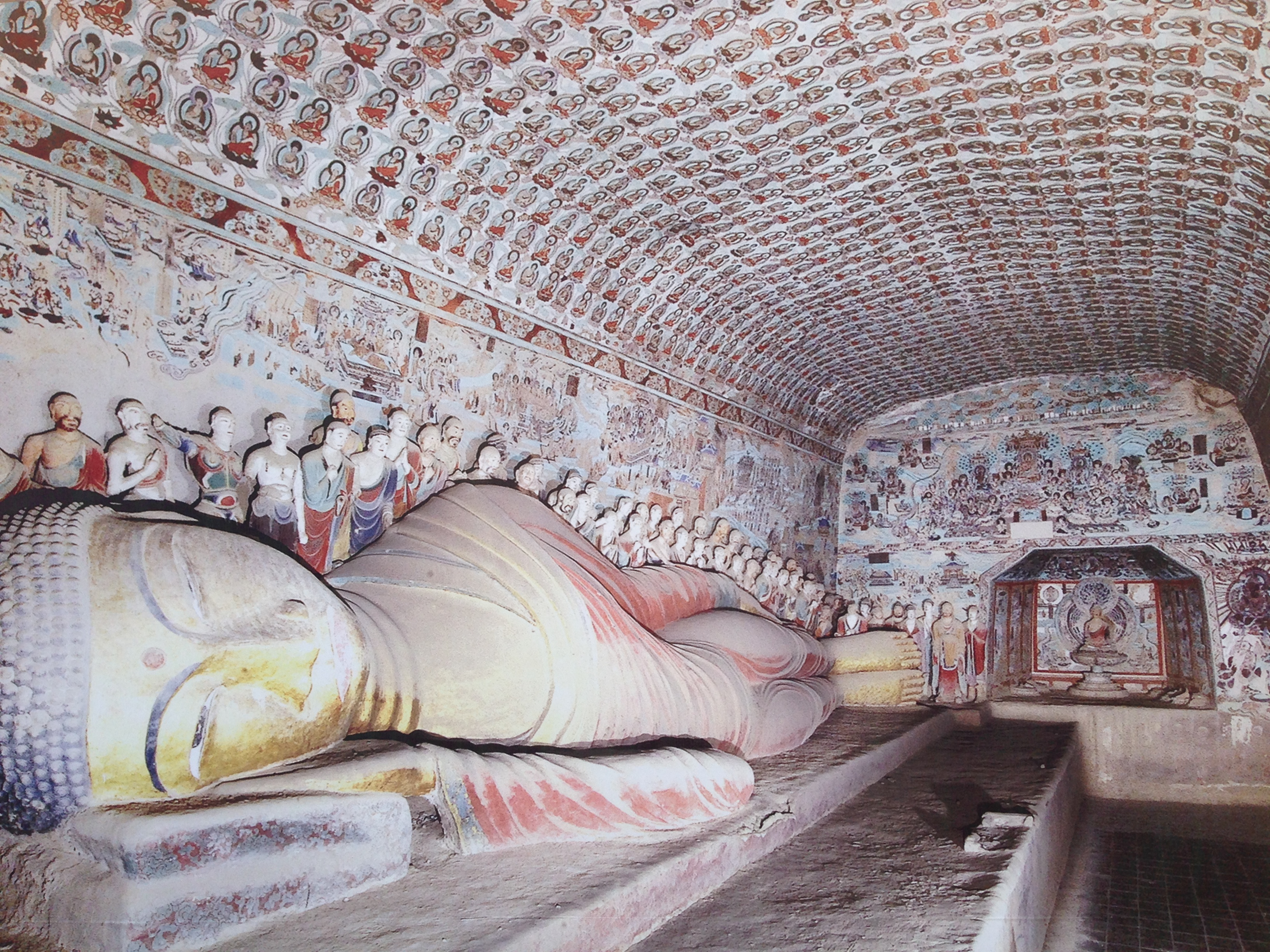
Fekvő Buddha a 148-as barlangban

### Nyomtatott könyvek
- Duan Wenjie (szerk.). Mural Paintings of the Dunhuang Mogao Grotto. Kenbun-Sha, Inc. / China National Publications Import and Export Corporation (1994). ISBN 4-906351-04-2
- Miklós Pál: A tunhuangi Ezer Buddha Barlangtemplomok. Budapest, Magyar Helikon. 1959.
- Wood, Frances. The Caves of the Thousand Buddhas: Buddhism on the Silk Road in "The Silk Road: Two Thousand Years in the Heart of Asia. Berkeley: University of California Press (2002). ISBN 0-520-23786-2
- Rong Xinjiang. The Nature of the Dunhuang Library Cave and the Reasons for Its Sealing, 247-275. o. (1999)
- Kelecsényi Ágnes: A Selyemút rejtett kincsei. Stein Aurél és az Ezer Buddha barlangtemplomok; Magyar Tudományos Akadémia Könyvtára, Budapest, 2007

### Külső hivatkozások
- A Dunhuang akadémia oldala
- http://schiller.dartmouth.edu/chinese/MogaoCaves/index.php Archiválva 2008. március 1-i dátummal a Wayback Machine-ben
- A nemzetközi Dunhuang projekt
- Mokao (Mogao)-barlangok: videó
- British Museum – a dunhuang-i barlangtemplomok